# Ligue Conférence 2025-2026
Navigation
Édition 2024-2025 Édition 2026-2027
La Ligue Conférence 2025-2026 est la 5e édition de la troisième coupe européenne des clubs de football (et la 2e sous le nom de Ligue Conférence). Organisée par l'UEFA, la compétition est ouverte aux clubs de football des associations membres de l'UEFA, qualifiés en fonction de leurs bons résultats en championnat ou coupe nationale.
Le vainqueur de la Ligue Conférence se qualifie pour la Ligue Europa 2026-2027, sauf s'il se qualifie pour la Ligue des champions 2026-2027 en fonction de ses performances de son championnat.
Pour cette édition de la Ligue Conférence, l’UEFA annonce une dotation globale de 285 millions d’euros pour la saison 2025-26, soit une augmentation de 50 millions par rapport au cycle précédent.

## Désignation de la ville hôte de la finale
En juillet 2023, l'UEFA annonce que les villes de Leipzig, Jérusalem, Oslo, Glasgow, Genève et Istanbul ont exprimé leur intérêt pour l'organisation des finales 2026 et 2027 de la Ligue Conférence. Le comité exécutif de l'UEFA annonce le 22 mai 2024 que la Red Bull Arena, appelé Stade de Leipzig par l'UEFA qui n'utilise pas les namings, est retenu pour accueillir la finale 2026.

## Format
Le format de cette compétition est identique à la saison précédente.
Après une phase de qualifications, les 36 clubs qualifiés jouent dans une phase de ligue contre six adversaires différents (trois matches à domicile et trois matches à l'extérieur). Les équipes sont réparties dans six chapeaux de 6 équipes selon leur indice UEFA. Chaque équipe affronte (sur un seul match) une équipe par chapeau :
- les huit premiers se qualifient pour la phase à élimination directe ;
- les clubs classés de la 9e à la 24e place jouent des barrages de qualification pour les huitièmes de finale ;
- les équipes classées après la 24e place sont éliminées[4].

Nombre d'équipes par tour
- Voies de qualification

| Tour           | Équipes qualifiées | Équipes entrantes | Équipes repêchées | Équipes repêchées | Équipes participantes | Équipes gagnantes |
| Tour           | Équipes qualifiées | Équipes entrantes | LC                | LE                | Équipes participantes | Équipes gagnantes |
| -------------- | ------------------ | ----------------- | ----------------- | ----------------- | --------------------- | ----------------- |
| Premier tour   | -                  | -                 | -                 | -                 | -                     | -                 |
| Deuxième tour  | -                  | -                 | 12                | -                 | 12                    | 6                 |
| Troisième tour | 6                  | -                 | 2                 | -                 | 8                     | 4                 |
| Barrages       | 4                  | -                 | -                 | 6                 | 10                    | 5                 |

| Tour           | Équipes qualifiées | Équipes entrantes | Équipes repêchées | Équipes repêchées | Équipes participantes | Équipes gagnantes |
| Tour           | Équipes qualifiées | Équipes entrantes | LC                | LE                | Équipes participantes | Équipes gagnantes |
| -------------- | ------------------ | ----------------- | ----------------- | ----------------- | --------------------- | ----------------- |
| Premier tour   | -                  | 48                | -                 | -                 | 48                    | 24                |
| Deuxième tour  | 24                 | 56                | -                 | 8                 | 88                    | 44                |
| Troisième tour | 44                 | -                 | -                 | 8                 | 52                    | 26                |
| Barrages       | 26                 | 5                 | -                 | 7                 | 38                    | 19                |

- Global

| Tour                        | Équipes qualifiées  | Équipes entrantes   | Équipes repêchées   | Équipes repêchées   | Équipes participantes | Équipes gagnantes   |
| Tour                        | Équipes qualifiées  | Équipes entrantes   | LC                  | LE                  | Équipes participantes | Équipes gagnantes   |
| Phase qualificative         | Phase qualificative | Phase qualificative | Phase qualificative | Phase qualificative | Phase qualificative   | Phase qualificative |
| --------------------------- | ------------------- | ------------------- | ------------------- | ------------------- | --------------------- | ------------------- |
| Premier tour                | -                   | 48                  | -                   | -                   | 48                    | 24                  |
| Deuxième tour               | 24                  | 56                  | 12                  | 8                   | 100                   | 50                  |
| Troisième tour              | 50                  | -                   | 2                   | 8                   | 60                    | 30                  |
| Barrages                    | 30                  | 5                   | -                   | 13                  | 48                    | 24                  |
| Phase de ligue              |                     |                     |                     |                     |                       |                     |
| Phase de ligue              | 24                  | -                   | -                   | 12                  | 36                    | 24                  |
| Phase à élimination directe |                     |                     |                     |                     |                       |                     |
| Barrages                    | 16                  | -                   | -                   | -                   | 16                    | 8                   |
| Huitièmes de finale         | 8                   | 8                   | -                   | -                   | 16                    | 8                   |
| Quarts de finale            | 8                   | -                   | -                   | -                   | 8                     | 4                   |
| Demi-finales                | 4                   | -                   | -                   | -                   | 4                     | 2                   |
| Finale                      | 2                   | -                   | -                   | -                   | 2                     | 1                   |

1. 1 2 3  Les équipes sont repêchées de la Ligue des champions (LC) et de la Ligue Europa (LE).

## Participants
164 équipes provenant des associations membres de l'UEFA participeront à la Ligue Conférence 2025-2026.

### Nombre de places par association
La répartition pour la saison 2025-2026 est la suivante :
- Les associations aux places 1 à 12 du classement UEFA 2023 ont 1 club qualifié
- Les associations aux places 13 à 33 et 51 à 55 ont 2 clubs qualifiés
- Les associations aux places 34 à 50 ont 3 clubs qualifiés – à l'exception de celle du Liechtenstein (classé 40e) avec un seul club qualifié
- 15 équipes éliminées de la phase de qualification de la Ligue des champions 2025-2026 sont repêchées dans cette compétition. Les équipes championnes de leur pays se rencontrent exclusivement entre elles lors de la phase de qualifications.
- 41 équipes éliminées de la phase de qualification de la Ligue Europa 2025-2026 sont repêchées dans cette compétition. Les équipes championnes de leur pays se rencontrent exclusivement entre elles lors de la phase de qualifications.

Les clubs russes sont exclus des compétitions interclubs de l'UEFA depuis la saison 2022-2023 en raison de l'invasion de l'Ukraine par la Russie en 2022.

### Liste des clubs
| Phase de ligue | Phase de ligue | Phase de ligue | Phase de ligue | Phase de ligue | Phase de ligue | Phase de ligue | Phase de ligue | Phase de ligue | Phase de ligue | Phase de ligue | Phase de ligue | Phase de ligue | Phase de ligue | Phase de ligue | Phase de ligue |
| --- | --- | --- | --- | --- | --- | --- | --- | --- | --- | --- | --- | --- | --- | --- | --- |
| - 12 repêchés des barrages de la Ligue Europa : - Maccabi Tel Aviv (37,500) ou Dynamo Kiev (23,500) - FK Shkëndija (7,500) ou Ludogorets Razgrad (24,000) - Slovan Bratislava (33,500) ou BSC Young Boys (34,500) - Malmö FF (14,500) ou Sigma Olomouc (8,820) - Panathinaïkós (16,000) ou Samsunspor (8,780) - Aberdeen FC (9,500) ou FCSB (22,500) - Lech Poznań (19,000) ou KRC Genk (11,370) - FC Midtjylland (32,250) ou KuPS (10,000) - Lincoln Red Imps (10,000) ou SC Braga (46,000) - HŠK Zrinjski Mostar (10,000) ou FC Utrecht (13,430) - SK Brann (7,937) ou AEK Larnaca (7,500) - HNK Rijeka (12,000) ou PAOK Salonique (42,250) | | | | | | | | | | | | | | | |
| Barrages | | | | | | | | | | | | | | | |
| Voie des champions - 6 champions repêchés du troisième tour de qualification de la Ligue Europa : - FC Noah (5,000) - Shelbourne FC (2,993) - FK RFS (11,000) - Hamrun Spartans (6,000) - Breiðablik (9,000) - KF Drita (9,000) | Voie des champions - 6 champions repêchés du troisième tour de qualification de la Ligue Europa : - FC Noah (5,000) - Shelbourne FC (2,993) - FK RFS (11,000) - Hamrun Spartans (6,000) - Breiðablik (9,000) - KF Drita (9,000) | Voie des champions - 6 champions repêchés du troisième tour de qualification de la Ligue Europa : - FC Noah (5,000) - Shelbourne FC (2,993) - FK RFS (11,000) - Hamrun Spartans (6,000) - Breiðablik (9,000) - KF Drita (9,000) | Voie des champions - 6 champions repêchés du troisième tour de qualification de la Ligue Europa : - FC Noah (5,000) - Shelbourne FC (2,993) - FK RFS (11,000) - Hamrun Spartans (6,000) - Breiðablik (9,000) - KF Drita (9,000) | Voie des champions - 6 champions repêchés du troisième tour de qualification de la Ligue Europa : - FC Noah (5,000) - Shelbourne FC (2,993) - FK RFS (11,000) - Hamrun Spartans (6,000) - Breiðablik (9,000) - KF Drita (9,000) | Voie des champions - 6 champions repêchés du troisième tour de qualification de la Ligue Europa : - FC Noah (5,000) - Shelbourne FC (2,993) - FK RFS (11,000) - Hamrun Spartans (6,000) - Breiðablik (9,000) - KF Drita (9,000) | Voie des champions - 6 champions repêchés du troisième tour de qualification de la Ligue Europa : - FC Noah (5,000) - Shelbourne FC (2,993) - FK RFS (11,000) - Hamrun Spartans (6,000) - Breiðablik (9,000) - KF Drita (9,000) | Voie des champions - 6 champions repêchés du troisième tour de qualification de la Ligue Europa : - FC Noah (5,000) - Shelbourne FC (2,993) - FK RFS (11,000) - Hamrun Spartans (6,000) - Breiðablik (9,000) - KF Drita (9,000) | Voie principale - 7 non-champions repêchés du troisième tour de qualification de la Ligue Europa : - Legia Varsovie (31,000) - Fredrikstad FK (7,937) - CFR Cluj (19,000) - Wolfsberger AC (9,500) - Servette FC (11,500) - BK Häcken (7,000) - Chakhtar Donetsk (52,000) - Crystal Palace (23,039) Vainqueur de la Coupe d'Angleterre 2024-2025, - ACF Fiorentina (62,000) 6e d'Italie en 2024-2025 - Rayo Vallecano (18,890) 8e d'Espagne en 2024-2025, - FSV Mayence 05 (17,266) 6e d'Allemagne en 2024-2025 - RC Strasbourg (14,618) 7e de France en 2024-2025 | Voie principale - 7 non-champions repêchés du troisième tour de qualification de la Ligue Europa : - Legia Varsovie (31,000) - Fredrikstad FK (7,937) - CFR Cluj (19,000) - Wolfsberger AC (9,500) - Servette FC (11,500) - BK Häcken (7,000) - Chakhtar Donetsk (52,000) - Crystal Palace (23,039) Vainqueur de la Coupe d'Angleterre 2024-2025, - ACF Fiorentina (62,000) 6e d'Italie en 2024-2025 - Rayo Vallecano (18,890) 8e d'Espagne en 2024-2025, - FSV Mayence 05 (17,266) 6e d'Allemagne en 2024-2025 - RC Strasbourg (14,618) 7e de France en 2024-2025 | Voie principale - 7 non-champions repêchés du troisième tour de qualification de la Ligue Europa : - Legia Varsovie (31,000) - Fredrikstad FK (7,937) - CFR Cluj (19,000) - Wolfsberger AC (9,500) - Servette FC (11,500) - BK Häcken (7,000) - Chakhtar Donetsk (52,000) - Crystal Palace (23,039) Vainqueur de la Coupe d'Angleterre 2024-2025, - ACF Fiorentina (62,000) 6e d'Italie en 2024-2025 - Rayo Vallecano (18,890) 8e d'Espagne en 2024-2025, - FSV Mayence 05 (17,266) 6e d'Allemagne en 2024-2025 - RC Strasbourg (14,618) 7e de France en 2024-2025 | Voie principale - 7 non-champions repêchés du troisième tour de qualification de la Ligue Europa : - Legia Varsovie (31,000) - Fredrikstad FK (7,937) - CFR Cluj (19,000) - Wolfsberger AC (9,500) - Servette FC (11,500) - BK Häcken (7,000) - Chakhtar Donetsk (52,000) - Crystal Palace (23,039) Vainqueur de la Coupe d'Angleterre 2024-2025, - ACF Fiorentina (62,000) 6e d'Italie en 2024-2025 - Rayo Vallecano (18,890) 8e d'Espagne en 2024-2025, - FSV Mayence 05 (17,266) 6e d'Allemagne en 2024-2025 - RC Strasbourg (14,618) 7e de France en 2024-2025 | Voie principale - 7 non-champions repêchés du troisième tour de qualification de la Ligue Europa : - Legia Varsovie (31,000) - Fredrikstad FK (7,937) - CFR Cluj (19,000) - Wolfsberger AC (9,500) - Servette FC (11,500) - BK Häcken (7,000) - Chakhtar Donetsk (52,000) - Crystal Palace (23,039) Vainqueur de la Coupe d'Angleterre 2024-2025, - ACF Fiorentina (62,000) 6e d'Italie en 2024-2025 - Rayo Vallecano (18,890) 8e d'Espagne en 2024-2025, - FSV Mayence 05 (17,266) 6e d'Allemagne en 2024-2025 - RC Strasbourg (14,618) 7e de France en 2024-2025 | Voie principale - 7 non-champions repêchés du troisième tour de qualification de la Ligue Europa : - Legia Varsovie (31,000) - Fredrikstad FK (7,937) - CFR Cluj (19,000) - Wolfsberger AC (9,500) - Servette FC (11,500) - BK Häcken (7,000) - Chakhtar Donetsk (52,000) - Crystal Palace (23,039) Vainqueur de la Coupe d'Angleterre 2024-2025, - ACF Fiorentina (62,000) 6e d'Italie en 2024-2025 - Rayo Vallecano (18,890) 8e d'Espagne en 2024-2025, - FSV Mayence 05 (17,266) 6e d'Allemagne en 2024-2025 - RC Strasbourg (14,618) 7e de France en 2024-2025 | Voie principale - 7 non-champions repêchés du troisième tour de qualification de la Ligue Europa : - Legia Varsovie (31,000) - Fredrikstad FK (7,937) - CFR Cluj (19,000) - Wolfsberger AC (9,500) - Servette FC (11,500) - BK Häcken (7,000) - Chakhtar Donetsk (52,000) - Crystal Palace (23,039) Vainqueur de la Coupe d'Angleterre 2024-2025, - ACF Fiorentina (62,000) 6e d'Italie en 2024-2025 - Rayo Vallecano (18,890) 8e d'Espagne en 2024-2025, - FSV Mayence 05 (17,266) 6e d'Allemagne en 2024-2025 - RC Strasbourg (14,618) 7e de France en 2024-2025 | Voie principale - 7 non-champions repêchés du troisième tour de qualification de la Ligue Europa : - Legia Varsovie (31,000) - Fredrikstad FK (7,937) - CFR Cluj (19,000) - Wolfsberger AC (9,500) - Servette FC (11,500) - BK Häcken (7,000) - Chakhtar Donetsk (52,000) - Crystal Palace (23,039) Vainqueur de la Coupe d'Angleterre 2024-2025, - ACF Fiorentina (62,000) 6e d'Italie en 2024-2025 - Rayo Vallecano (18,890) 8e d'Espagne en 2024-2025, - FSV Mayence 05 (17,266) 6e d'Allemagne en 2024-2025 - RC Strasbourg (14,618) 7e de France en 2024-2025 |
| Troisième tour de qualification | | | | | | | | | | | | | | | |
| Voie des champions - 2 champions repêchés du 1er tour de qualification de la Ligue des champions (par tirage au sort), : - Víkingur Gøta (4,000) - AC Virtus (1,500) | Voie des champions - 2 champions repêchés du 1er tour de qualification de la Ligue des champions (par tirage au sort), : - Víkingur Gøta (4,000) - AC Virtus (1,500) | Voie des champions - 2 champions repêchés du 1er tour de qualification de la Ligue des champions (par tirage au sort), : - Víkingur Gøta (4,000) - AC Virtus (1,500) | Voie des champions - 2 champions repêchés du 1er tour de qualification de la Ligue des champions (par tirage au sort), : - Víkingur Gøta (4,000) - AC Virtus (1,500) | Voie des champions - 2 champions repêchés du 1er tour de qualification de la Ligue des champions (par tirage au sort), : - Víkingur Gøta (4,000) - AC Virtus (1,500) | Voie des champions - 2 champions repêchés du 1er tour de qualification de la Ligue des champions (par tirage au sort), : - Víkingur Gøta (4,000) - AC Virtus (1,500) | Voie des champions - 2 champions repêchés du 1er tour de qualification de la Ligue des champions (par tirage au sort), : - Víkingur Gøta (4,000) - AC Virtus (1,500) | Voie des champions - 2 champions repêchés du 1er tour de qualification de la Ligue des champions (par tirage au sort), : - Víkingur Gøta (4,000) - AC Virtus (1,500) | Voie principale - 8 non-champions repêchés du deuxième tour de qualification de la Ligue Europa : - FC Lugano (19,250) - NK Celje (14,000) - Levski Sofia (16,500) - Banik Ostrava (8,820 ) - RSC Anderlecht (28,250) - Sheriff Tiraspol (20,000) - Hibernian FC (7,110) - Beşiktaş JK (15,000) | Voie principale - 8 non-champions repêchés du deuxième tour de qualification de la Ligue Europa : - FC Lugano (19,250) - NK Celje (14,000) - Levski Sofia (16,500) - Banik Ostrava (8,820 ) - RSC Anderlecht (28,250) - Sheriff Tiraspol (20,000) - Hibernian FC (7,110) - Beşiktaş JK (15,000) | Voie principale - 8 non-champions repêchés du deuxième tour de qualification de la Ligue Europa : - FC Lugano (19,250) - NK Celje (14,000) - Levski Sofia (16,500) - Banik Ostrava (8,820 ) - RSC Anderlecht (28,250) - Sheriff Tiraspol (20,000) - Hibernian FC (7,110) - Beşiktaş JK (15,000) | Voie principale - 8 non-champions repêchés du deuxième tour de qualification de la Ligue Europa : - FC Lugano (19,250) - NK Celje (14,000) - Levski Sofia (16,500) - Banik Ostrava (8,820 ) - RSC Anderlecht (28,250) - Sheriff Tiraspol (20,000) - Hibernian FC (7,110) - Beşiktaş JK (15,000) | Voie principale - 8 non-champions repêchés du deuxième tour de qualification de la Ligue Europa : - FC Lugano (19,250) - NK Celje (14,000) - Levski Sofia (16,500) - Banik Ostrava (8,820 ) - RSC Anderlecht (28,250) - Sheriff Tiraspol (20,000) - Hibernian FC (7,110) - Beşiktaş JK (15,000) | Voie principale - 8 non-champions repêchés du deuxième tour de qualification de la Ligue Europa : - FC Lugano (19,250) - NK Celje (14,000) - Levski Sofia (16,500) - Banik Ostrava (8,820 ) - RSC Anderlecht (28,250) - Sheriff Tiraspol (20,000) - Hibernian FC (7,110) - Beşiktaş JK (15,000) | Voie principale - 8 non-champions repêchés du deuxième tour de qualification de la Ligue Europa : - FC Lugano (19,250) - NK Celje (14,000) - Levski Sofia (16,500) - Banik Ostrava (8,820 ) - RSC Anderlecht (28,250) - Sheriff Tiraspol (20,000) - Hibernian FC (7,110) - Beşiktaş JK (15,000) | Voie principale - 8 non-champions repêchés du deuxième tour de qualification de la Ligue Europa : - FC Lugano (19,250) - NK Celje (14,000) - Levski Sofia (16,500) - Banik Ostrava (8,820 ) - RSC Anderlecht (28,250) - Sheriff Tiraspol (20,000) - Hibernian FC (7,110) - Beşiktaş JK (15,000) |
| Deuxième tour de qualification | | | | | | | | | | | | | | | |
| Voie des champions - 12 champions repêchés du 1er tour de qualification de la Ligue des champions : - Žalgiris Vilnius (12,000) - FC Milsami (5,500) - The New Saints (9,000) - FC Iberia 1999 (4,500) - Levadia Tallinn (6,500) - FC Differdange 03 (5,000) - KF Egnatia Rrogozhinë (2,500) - Linfield FC (8,500) - Inter Club d'Escaldes (7,500) - Olimpija Ljubljana (17,375) - Budućnost Podgorica (8,000) - Dinamo Minsk (6,000) | Voie des champions - 12 champions repêchés du 1er tour de qualification de la Ligue des champions : - Žalgiris Vilnius (12,000) - FC Milsami (5,500) - The New Saints (9,000) - FC Iberia 1999 (4,500) - Levadia Tallinn (6,500) - FC Differdange 03 (5,000) - KF Egnatia Rrogozhinë (2,500) - Linfield FC (8,500) - Inter Club d'Escaldes (7,500) - Olimpija Ljubljana (17,375) - Budućnost Podgorica (8,000) - Dinamo Minsk (6,000) | Voie des champions - 12 champions repêchés du 1er tour de qualification de la Ligue des champions : - Žalgiris Vilnius (12,000) - FC Milsami (5,500) - The New Saints (9,000) - FC Iberia 1999 (4,500) - Levadia Tallinn (6,500) - FC Differdange 03 (5,000) - KF Egnatia Rrogozhinë (2,500) - Linfield FC (8,500) - Inter Club d'Escaldes (7,500) - Olimpija Ljubljana (17,375) - Budućnost Podgorica (8,000) - Dinamo Minsk (6,000) | Voie des champions - 12 champions repêchés du 1er tour de qualification de la Ligue des champions : - Žalgiris Vilnius (12,000) - FC Milsami (5,500) - The New Saints (9,000) - FC Iberia 1999 (4,500) - Levadia Tallinn (6,500) - FC Differdange 03 (5,000) - KF Egnatia Rrogozhinë (2,500) - Linfield FC (8,500) - Inter Club d'Escaldes (7,500) - Olimpija Ljubljana (17,375) - Budućnost Podgorica (8,000) - Dinamo Minsk (6,000) | Voie des champions - 12 champions repêchés du 1er tour de qualification de la Ligue des champions : - Žalgiris Vilnius (12,000) - FC Milsami (5,500) - The New Saints (9,000) - FC Iberia 1999 (4,500) - Levadia Tallinn (6,500) - FC Differdange 03 (5,000) - KF Egnatia Rrogozhinë (2,500) - Linfield FC (8,500) - Inter Club d'Escaldes (7,500) - Olimpija Ljubljana (17,375) - Budućnost Podgorica (8,000) - Dinamo Minsk (6,000) | Voie des champions - 12 champions repêchés du 1er tour de qualification de la Ligue des champions : - Žalgiris Vilnius (12,000) - FC Milsami (5,500) - The New Saints (9,000) - FC Iberia 1999 (4,500) - Levadia Tallinn (6,500) - FC Differdange 03 (5,000) - KF Egnatia Rrogozhinë (2,500) - Linfield FC (8,500) - Inter Club d'Escaldes (7,500) - Olimpija Ljubljana (17,375) - Budućnost Podgorica (8,000) - Dinamo Minsk (6,000) | Voie des champions - 12 champions repêchés du 1er tour de qualification de la Ligue des champions : - Žalgiris Vilnius (12,000) - FC Milsami (5,500) - The New Saints (9,000) - FC Iberia 1999 (4,500) - Levadia Tallinn (6,500) - FC Differdange 03 (5,000) - KF Egnatia Rrogozhinë (2,500) - Linfield FC (8,500) - Inter Club d'Escaldes (7,500) - Olimpija Ljubljana (17,375) - Budućnost Podgorica (8,000) - Dinamo Minsk (6,000) | Voie des champions - 12 champions repêchés du 1er tour de qualification de la Ligue des champions : - Žalgiris Vilnius (12,000) - FC Milsami (5,500) - The New Saints (9,000) - FC Iberia 1999 (4,500) - Levadia Tallinn (6,500) - FC Differdange 03 (5,000) - KF Egnatia Rrogozhinë (2,500) - Linfield FC (8,500) - Inter Club d'Escaldes (7,500) - Olimpija Ljubljana (17,375) - Budućnost Podgorica (8,000) - Dinamo Minsk (6,000) | Voie principale - 8 non-champions repêchés du premier tour de qualification de la Ligue Europa : - FC Ilves (3,000) - FC Pristina (2,500) - Spartak Trnava (8,500) - Sabah FC (4,000) - FK Aktobe (3,000) - Hapoël Beer-Sheva (16,500) - Partizan Belgrade (22,000) - Paksi FC (4,800) - AZ Alkmaar (54,500) Vainqueur des barrages des Pays-Bas en 2024-2025 - CD Santa Clara (12,453) 5e du Portugal en 2024-2025 - Sporting Charleroi (11,370) Vainqueur des barrages de Belgique en 2024-2025 - İstanbul Başakşehir (23,000) 5e de Turquie en 2024-2025 - Sparta Prague (29,500) 4e de Tchéquie en 2024-2025 - Dundee United (7,110) 4e d'Écosse en 2024-2025 - FC Lausanne-Sport (6,725) 5e de Suisse en 2024-2025 - Austria Vienne (7,500) 3e d'Autriche en 2024-2025 - Rapid Vienne (32,250) Vainqueur des barrages d'Autriche en 2024-2025 - Viking FK (7,937) 3e de Norvège en 2024 - Rosenborg BK (7,937) 4e de Norvège en 2024 - AEK Athènes (9,500) 4e de Grèce en 2024-2025 - Aris Salonique (7,862) 5e de Grèce en 2024-2025 - Brøndby IF (7,000) 3e du Danemark en 2024-2025 - Silkeborg IF (6,796) Vainqueur des barrages du Danemark en 2024-2025 - Maccabi Haïfa (18,000) 3e d'Israël en 2024-2025 - Beitar Jérusalem (6,325) 4e d'Israël en 2024-2025 - FK Oleksandria (4,880) 2e d'Ukraine en 2024-2025 - Polissia Jytomyr (4,880) 4e d'Ukraine en 2024-2025 - FK Novi Pazar (5,100) 3e de Serbie en 2024-2025 - FK Radnički 1923 (5,100) 5e de Serbie en 2024-2025 - Hajduk Split (10,000) 3e de Croatie en 2024-2025 - NK Varaždin (5,405) 4e de Croatie en 2024-2025 - Raków Częstochowa (8,000) 2e de Pologne en 2024-2025 - Jagiellonia Białystok (14,000) 3e de Pologne en 2024-2025 - Aris Limassol (5,507) 2e de Chypre en 2024-2025 - Omónia Nicosie (17,375) 3e de Chypre en 2024-2025 - Puskás Akadémia FC (6,500) 2e de Hongrie en 2024-2025 - Győri ETO FC (4,800) 4e de Hongrie en 2024-2025 - Hammarby IF (5,500) 2e de Suède en 2024 - AIK Fotboll (5,425) 3e de Suède en 2024 - Universitatea Craiova (6,500) 3e de Roumanie en 2024-2025 - Universitatea Cluj (4,650) 4e de Roumanie en 2024-2025 - Tcherno More Varna (3,975) 3e de Bulgarie en 2024-2025 - FK Arda Kardjali (3,975) Vainqueur des barrages de Bulgarie en 2024-2025 - Zira FK (4,000) 2e d'Azerbaïdjan en 2024-2025 - Araz Nakhitchevan (3,925) 3e d'Azerbaïdjan en 2024-2025 - MŠK Žilina (5,000) 2e de Slovaquie en 2024-2025 - DAC Dunajská Streda (8,000) Vainqueur des barrages de Slovaquie en 2024-2025. - FC Košice (4,250) Meilleur perdant des barrages de Slovaquie en 2024-2025. - NK Maribor (9,500) 2e de Slovénie en 2024-2025 - Zimbru Chișinău (3,000) 3e de Moldavie en 2024-2025 - KF Ballkani (8,000) 2e du Kosovo en 2024-2025 - FK Astana (12,000) 2e du Kazakhstan en 2024 - Shamrock Rovers (17,875) 2e d'Irlande en 2024 - FC Ararat-Armenia (7,500) 2e d'Arménie en 2024-2025 - Riga FC (10,000) 2e de Lettonie en 2024 - HB Tórshavn (6,000) Vainqueur de la Coupe des Îles Féroé 2024 - FK Sarajevo (6,000) Vainqueur de la Coupe de Bosnie-Herzégovine 2024-2025 - FC Vaduz (7,500) Vainqueur de la Coupe du Liechtenstein 2024-2025 - KA Akureyri (2,704) Vainqueur de la Coupe d'Islande 2024 - Dungannon Swifts (1,666) Vainqueur de la Coupe d'Irlande du Nord 2024-2025 - FC UNA Strassen (1,375) 2e du Luxembourg en 2024-2025, - FK Banga (1,650) Vainqueur de la Coupe de Lituanie 2024 - Hibernians FC (5,500) Vainqueur de la Coupe de Malte 2024-2025 - FC Spaeri (1,325) Vainqueur de la Coupe de Géorgie 2024 - FC Dinamo City (1,575) Vainqueur de la Coupe d'Albanie 2024-2025 | Voie principale - 8 non-champions repêchés du premier tour de qualification de la Ligue Europa : - FC Ilves (3,000) - FC Pristina (2,500) - Spartak Trnava (8,500) - Sabah FC (4,000) - FK Aktobe (3,000) - Hapoël Beer-Sheva (16,500) - Partizan Belgrade (22,000) - Paksi FC (4,800) - AZ Alkmaar (54,500) Vainqueur des barrages des Pays-Bas en 2024-2025 - CD Santa Clara (12,453) 5e du Portugal en 2024-2025 - Sporting Charleroi (11,370) Vainqueur des barrages de Belgique en 2024-2025 - İstanbul Başakşehir (23,000) 5e de Turquie en 2024-2025 - Sparta Prague (29,500) 4e de Tchéquie en 2024-2025 - Dundee United (7,110) 4e d'Écosse en 2024-2025 - FC Lausanne-Sport (6,725) 5e de Suisse en 2024-2025 - Austria Vienne (7,500) 3e d'Autriche en 2024-2025 - Rapid Vienne (32,250) Vainqueur des barrages d'Autriche en 2024-2025 - Viking FK (7,937) 3e de Norvège en 2024 - Rosenborg BK (7,937) 4e de Norvège en 2024 - AEK Athènes (9,500) 4e de Grèce en 2024-2025 - Aris Salonique (7,862) 5e de Grèce en 2024-2025 - Brøndby IF (7,000) 3e du Danemark en 2024-2025 - Silkeborg IF (6,796) Vainqueur des barrages du Danemark en 2024-2025 - Maccabi Haïfa (18,000) 3e d'Israël en 2024-2025 - Beitar Jérusalem (6,325) 4e d'Israël en 2024-2025 - FK Oleksandria (4,880) 2e d'Ukraine en 2024-2025 - Polissia Jytomyr (4,880) 4e d'Ukraine en 2024-2025 - FK Novi Pazar (5,100) 3e de Serbie en 2024-2025 - FK Radnički 1923 (5,100) 5e de Serbie en 2024-2025 - Hajduk Split (10,000) 3e de Croatie en 2024-2025 - NK Varaždin (5,405) 4e de Croatie en 2024-2025 - Raków Częstochowa (8,000) 2e de Pologne en 2024-2025 - Jagiellonia Białystok (14,000) 3e de Pologne en 2024-2025 - Aris Limassol (5,507) 2e de Chypre en 2024-2025 - Omónia Nicosie (17,375) 3e de Chypre en 2024-2025 - Puskás Akadémia FC (6,500) 2e de Hongrie en 2024-2025 - Győri ETO FC (4,800) 4e de Hongrie en 2024-2025 - Hammarby IF (5,500) 2e de Suède en 2024 - AIK Fotboll (5,425) 3e de Suède en 2024 - Universitatea Craiova (6,500) 3e de Roumanie en 2024-2025 - Universitatea Cluj (4,650) 4e de Roumanie en 2024-2025 - Tcherno More Varna (3,975) 3e de Bulgarie en 2024-2025 - FK Arda Kardjali (3,975) Vainqueur des barrages de Bulgarie en 2024-2025 - Zira FK (4,000) 2e d'Azerbaïdjan en 2024-2025 - Araz Nakhitchevan (3,925) 3e d'Azerbaïdjan en 2024-2025 - MŠK Žilina (5,000) 2e de Slovaquie en 2024-2025 - DAC Dunajská Streda (8,000) Vainqueur des barrages de Slovaquie en 2024-2025. - FC Košice (4,250) Meilleur perdant des barrages de Slovaquie en 2024-2025. - NK Maribor (9,500) 2e de Slovénie en 2024-2025 - Zimbru Chișinău (3,000) 3e de Moldavie en 2024-2025 - KF Ballkani (8,000) 2e du Kosovo en 2024-2025 - FK Astana (12,000) 2e du Kazakhstan en 2024 - Shamrock Rovers (17,875) 2e d'Irlande en 2024 - FC Ararat-Armenia (7,500) 2e d'Arménie en 2024-2025 - Riga FC (10,000) 2e de Lettonie en 2024 - HB Tórshavn (6,000) Vainqueur de la Coupe des Îles Féroé 2024 - FK Sarajevo (6,000) Vainqueur de la Coupe de Bosnie-Herzégovine 2024-2025 - FC Vaduz (7,500) Vainqueur de la Coupe du Liechtenstein 2024-2025 - KA Akureyri (2,704) Vainqueur de la Coupe d'Islande 2024 - Dungannon Swifts (1,666) Vainqueur de la Coupe d'Irlande du Nord 2024-2025 - FC UNA Strassen (1,375) 2e du Luxembourg en 2024-2025, - FK Banga (1,650) Vainqueur de la Coupe de Lituanie 2024 - Hibernians FC (5,500) Vainqueur de la Coupe de Malte 2024-2025 - FC Spaeri (1,325) Vainqueur de la Coupe de Géorgie 2024 - FC Dinamo City (1,575) Vainqueur de la Coupe d'Albanie 2024-2025 | Voie principale - 8 non-champions repêchés du premier tour de qualification de la Ligue Europa : - FC Ilves (3,000) - FC Pristina (2,500) - Spartak Trnava (8,500) - Sabah FC (4,000) - FK Aktobe (3,000) - Hapoël Beer-Sheva (16,500) - Partizan Belgrade (22,000) - Paksi FC (4,800) - AZ Alkmaar (54,500) Vainqueur des barrages des Pays-Bas en 2024-2025 - CD Santa Clara (12,453) 5e du Portugal en 2024-2025 - Sporting Charleroi (11,370) Vainqueur des barrages de Belgique en 2024-2025 - İstanbul Başakşehir (23,000) 5e de Turquie en 2024-2025 - Sparta Prague (29,500) 4e de Tchéquie en 2024-2025 - Dundee United (7,110) 4e d'Écosse en 2024-2025 - FC Lausanne-Sport (6,725) 5e de Suisse en 2024-2025 - Austria Vienne (7,500) 3e d'Autriche en 2024-2025 - Rapid Vienne (32,250) Vainqueur des barrages d'Autriche en 2024-2025 - Viking FK (7,937) 3e de Norvège en 2024 - Rosenborg BK (7,937) 4e de Norvège en 2024 - AEK Athènes (9,500) 4e de Grèce en 2024-2025 - Aris Salonique (7,862) 5e de Grèce en 2024-2025 - Brøndby IF (7,000) 3e du Danemark en 2024-2025 - Silkeborg IF (6,796) Vainqueur des barrages du Danemark en 2024-2025 - Maccabi Haïfa (18,000) 3e d'Israël en 2024-2025 - Beitar Jérusalem (6,325) 4e d'Israël en 2024-2025 - FK Oleksandria (4,880) 2e d'Ukraine en 2024-2025 - Polissia Jytomyr (4,880) 4e d'Ukraine en 2024-2025 - FK Novi Pazar (5,100) 3e de Serbie en 2024-2025 - FK Radnički 1923 (5,100) 5e de Serbie en 2024-2025 - Hajduk Split (10,000) 3e de Croatie en 2024-2025 - NK Varaždin (5,405) 4e de Croatie en 2024-2025 - Raków Częstochowa (8,000) 2e de Pologne en 2024-2025 - Jagiellonia Białystok (14,000) 3e de Pologne en 2024-2025 - Aris Limassol (5,507) 2e de Chypre en 2024-2025 - Omónia Nicosie (17,375) 3e de Chypre en 2024-2025 - Puskás Akadémia FC (6,500) 2e de Hongrie en 2024-2025 - Győri ETO FC (4,800) 4e de Hongrie en 2024-2025 - Hammarby IF (5,500) 2e de Suède en 2024 - AIK Fotboll (5,425) 3e de Suède en 2024 - Universitatea Craiova (6,500) 3e de Roumanie en 2024-2025 - Universitatea Cluj (4,650) 4e de Roumanie en 2024-2025 - Tcherno More Varna (3,975) 3e de Bulgarie en 2024-2025 - FK Arda Kardjali (3,975) Vainqueur des barrages de Bulgarie en 2024-2025 - Zira FK (4,000) 2e d'Azerbaïdjan en 2024-2025 - Araz Nakhitchevan (3,925) 3e d'Azerbaïdjan en 2024-2025 - MŠK Žilina (5,000) 2e de Slovaquie en 2024-2025 - DAC Dunajská Streda (8,000) Vainqueur des barrages de Slovaquie en 2024-2025. - FC Košice (4,250) Meilleur perdant des barrages de Slovaquie en 2024-2025. - NK Maribor (9,500) 2e de Slovénie en 2024-2025 - Zimbru Chișinău (3,000) 3e de Moldavie en 2024-2025 - KF Ballkani (8,000) 2e du Kosovo en 2024-2025 - FK Astana (12,000) 2e du Kazakhstan en 2024 - Shamrock Rovers (17,875) 2e d'Irlande en 2024 - FC Ararat-Armenia (7,500) 2e d'Arménie en 2024-2025 - Riga FC (10,000) 2e de Lettonie en 2024 - HB Tórshavn (6,000) Vainqueur de la Coupe des Îles Féroé 2024 - FK Sarajevo (6,000) Vainqueur de la Coupe de Bosnie-Herzégovine 2024-2025 - FC Vaduz (7,500) Vainqueur de la Coupe du Liechtenstein 2024-2025 - KA Akureyri (2,704) Vainqueur de la Coupe d'Islande 2024 - Dungannon Swifts (1,666) Vainqueur de la Coupe d'Irlande du Nord 2024-2025 - FC UNA Strassen (1,375) 2e du Luxembourg en 2024-2025, - FK Banga (1,650) Vainqueur de la Coupe de Lituanie 2024 - Hibernians FC (5,500) Vainqueur de la Coupe de Malte 2024-2025 - FC Spaeri (1,325) Vainqueur de la Coupe de Géorgie 2024 - FC Dinamo City (1,575) Vainqueur de la Coupe d'Albanie 2024-2025 | Voie principale - 8 non-champions repêchés du premier tour de qualification de la Ligue Europa : - FC Ilves (3,000) - FC Pristina (2,500) - Spartak Trnava (8,500) - Sabah FC (4,000) - FK Aktobe (3,000) - Hapoël Beer-Sheva (16,500) - Partizan Belgrade (22,000) - Paksi FC (4,800) - AZ Alkmaar (54,500) Vainqueur des barrages des Pays-Bas en 2024-2025 - CD Santa Clara (12,453) 5e du Portugal en 2024-2025 - Sporting Charleroi (11,370) Vainqueur des barrages de Belgique en 2024-2025 - İstanbul Başakşehir (23,000) 5e de Turquie en 2024-2025 - Sparta Prague (29,500) 4e de Tchéquie en 2024-2025 - Dundee United (7,110) 4e d'Écosse en 2024-2025 - FC Lausanne-Sport (6,725) 5e de Suisse en 2024-2025 - Austria Vienne (7,500) 3e d'Autriche en 2024-2025 - Rapid Vienne (32,250) Vainqueur des barrages d'Autriche en 2024-2025 - Viking FK (7,937) 3e de Norvège en 2024 - Rosenborg BK (7,937) 4e de Norvège en 2024 - AEK Athènes (9,500) 4e de Grèce en 2024-2025 - Aris Salonique (7,862) 5e de Grèce en 2024-2025 - Brøndby IF (7,000) 3e du Danemark en 2024-2025 - Silkeborg IF (6,796) Vainqueur des barrages du Danemark en 2024-2025 - Maccabi Haïfa (18,000) 3e d'Israël en 2024-2025 - Beitar Jérusalem (6,325) 4e d'Israël en 2024-2025 - FK Oleksandria (4,880) 2e d'Ukraine en 2024-2025 - Polissia Jytomyr (4,880) 4e d'Ukraine en 2024-2025 - FK Novi Pazar (5,100) 3e de Serbie en 2024-2025 - FK Radnički 1923 (5,100) 5e de Serbie en 2024-2025 - Hajduk Split (10,000) 3e de Croatie en 2024-2025 - NK Varaždin (5,405) 4e de Croatie en 2024-2025 - Raków Częstochowa (8,000) 2e de Pologne en 2024-2025 - Jagiellonia Białystok (14,000) 3e de Pologne en 2024-2025 - Aris Limassol (5,507) 2e de Chypre en 2024-2025 - Omónia Nicosie (17,375) 3e de Chypre en 2024-2025 - Puskás Akadémia FC (6,500) 2e de Hongrie en 2024-2025 - Győri ETO FC (4,800) 4e de Hongrie en 2024-2025 - Hammarby IF (5,500) 2e de Suède en 2024 - AIK Fotboll (5,425) 3e de Suède en 2024 - Universitatea Craiova (6,500) 3e de Roumanie en 2024-2025 - Universitatea Cluj (4,650) 4e de Roumanie en 2024-2025 - Tcherno More Varna (3,975) 3e de Bulgarie en 2024-2025 - FK Arda Kardjali (3,975) Vainqueur des barrages de Bulgarie en 2024-2025 - Zira FK (4,000) 2e d'Azerbaïdjan en 2024-2025 - Araz Nakhitchevan (3,925) 3e d'Azerbaïdjan en 2024-2025 - MŠK Žilina (5,000) 2e de Slovaquie en 2024-2025 - DAC Dunajská Streda (8,000) Vainqueur des barrages de Slovaquie en 2024-2025. - FC Košice (4,250) Meilleur perdant des barrages de Slovaquie en 2024-2025. - NK Maribor (9,500) 2e de Slovénie en 2024-2025 - Zimbru Chișinău (3,000) 3e de Moldavie en 2024-2025 - KF Ballkani (8,000) 2e du Kosovo en 2024-2025 - FK Astana (12,000) 2e du Kazakhstan en 2024 - Shamrock Rovers (17,875) 2e d'Irlande en 2024 - FC Ararat-Armenia (7,500) 2e d'Arménie en 2024-2025 - Riga FC (10,000) 2e de Lettonie en 2024 - HB Tórshavn (6,000) Vainqueur de la Coupe des Îles Féroé 2024 - FK Sarajevo (6,000) Vainqueur de la Coupe de Bosnie-Herzégovine 2024-2025 - FC Vaduz (7,500) Vainqueur de la Coupe du Liechtenstein 2024-2025 - KA Akureyri (2,704) Vainqueur de la Coupe d'Islande 2024 - Dungannon Swifts (1,666) Vainqueur de la Coupe d'Irlande du Nord 2024-2025 - FC UNA Strassen (1,375) 2e du Luxembourg en 2024-2025, - FK Banga (1,650) Vainqueur de la Coupe de Lituanie 2024 - Hibernians FC (5,500) Vainqueur de la Coupe de Malte 2024-2025 - FC Spaeri (1,325) Vainqueur de la Coupe de Géorgie 2024 - FC Dinamo City (1,575) Vainqueur de la Coupe d'Albanie 2024-2025 | Voie principale - 8 non-champions repêchés du premier tour de qualification de la Ligue Europa : - FC Ilves (3,000) - FC Pristina (2,500) - Spartak Trnava (8,500) - Sabah FC (4,000) - FK Aktobe (3,000) - Hapoël Beer-Sheva (16,500) - Partizan Belgrade (22,000) - Paksi FC (4,800) - AZ Alkmaar (54,500) Vainqueur des barrages des Pays-Bas en 2024-2025 - CD Santa Clara (12,453) 5e du Portugal en 2024-2025 - Sporting Charleroi (11,370) Vainqueur des barrages de Belgique en 2024-2025 - İstanbul Başakşehir (23,000) 5e de Turquie en 2024-2025 - Sparta Prague (29,500) 4e de Tchéquie en 2024-2025 - Dundee United (7,110) 4e d'Écosse en 2024-2025 - FC Lausanne-Sport (6,725) 5e de Suisse en 2024-2025 - Austria Vienne (7,500) 3e d'Autriche en 2024-2025 - Rapid Vienne (32,250) Vainqueur des barrages d'Autriche en 2024-2025 - Viking FK (7,937) 3e de Norvège en 2024 - Rosenborg BK (7,937) 4e de Norvège en 2024 - AEK Athènes (9,500) 4e de Grèce en 2024-2025 - Aris Salonique (7,862) 5e de Grèce en 2024-2025 - Brøndby IF (7,000) 3e du Danemark en 2024-2025 - Silkeborg IF (6,796) Vainqueur des barrages du Danemark en 2024-2025 - Maccabi Haïfa (18,000) 3e d'Israël en 2024-2025 - Beitar Jérusalem (6,325) 4e d'Israël en 2024-2025 - FK Oleksandria (4,880) 2e d'Ukraine en 2024-2025 - Polissia Jytomyr (4,880) 4e d'Ukraine en 2024-2025 - FK Novi Pazar (5,100) 3e de Serbie en 2024-2025 - FK Radnički 1923 (5,100) 5e de Serbie en 2024-2025 - Hajduk Split (10,000) 3e de Croatie en 2024-2025 - NK Varaždin (5,405) 4e de Croatie en 2024-2025 - Raków Częstochowa (8,000) 2e de Pologne en 2024-2025 - Jagiellonia Białystok (14,000) 3e de Pologne en 2024-2025 - Aris Limassol (5,507) 2e de Chypre en 2024-2025 - Omónia Nicosie (17,375) 3e de Chypre en 2024-2025 - Puskás Akadémia FC (6,500) 2e de Hongrie en 2024-2025 - Győri ETO FC (4,800) 4e de Hongrie en 2024-2025 - Hammarby IF (5,500) 2e de Suède en 2024 - AIK Fotboll (5,425) 3e de Suède en 2024 - Universitatea Craiova (6,500) 3e de Roumanie en 2024-2025 - Universitatea Cluj (4,650) 4e de Roumanie en 2024-2025 - Tcherno More Varna (3,975) 3e de Bulgarie en 2024-2025 - FK Arda Kardjali (3,975) Vainqueur des barrages de Bulgarie en 2024-2025 - Zira FK (4,000) 2e d'Azerbaïdjan en 2024-2025 - Araz Nakhitchevan (3,925) 3e d'Azerbaïdjan en 2024-2025 - MŠK Žilina (5,000) 2e de Slovaquie en 2024-2025 - DAC Dunajská Streda (8,000) Vainqueur des barrages de Slovaquie en 2024-2025. - FC Košice (4,250) Meilleur perdant des barrages de Slovaquie en 2024-2025. - NK Maribor (9,500) 2e de Slovénie en 2024-2025 - Zimbru Chișinău (3,000) 3e de Moldavie en 2024-2025 - KF Ballkani (8,000) 2e du Kosovo en 2024-2025 - FK Astana (12,000) 2e du Kazakhstan en 2024 - Shamrock Rovers (17,875) 2e d'Irlande en 2024 - FC Ararat-Armenia (7,500) 2e d'Arménie en 2024-2025 - Riga FC (10,000) 2e de Lettonie en 2024 - HB Tórshavn (6,000) Vainqueur de la Coupe des Îles Féroé 2024 - FK Sarajevo (6,000) Vainqueur de la Coupe de Bosnie-Herzégovine 2024-2025 - FC Vaduz (7,500) Vainqueur de la Coupe du Liechtenstein 2024-2025 - KA Akureyri (2,704) Vainqueur de la Coupe d'Islande 2024 - Dungannon Swifts (1,666) Vainqueur de la Coupe d'Irlande du Nord 2024-2025 - FC UNA Strassen (1,375) 2e du Luxembourg en 2024-2025, - FK Banga (1,650) Vainqueur de la Coupe de Lituanie 2024 - Hibernians FC (5,500) Vainqueur de la Coupe de Malte 2024-2025 - FC Spaeri (1,325) Vainqueur de la Coupe de Géorgie 2024 - FC Dinamo City (1,575) Vainqueur de la Coupe d'Albanie 2024-2025 | Voie principale - 8 non-champions repêchés du premier tour de qualification de la Ligue Europa : - FC Ilves (3,000) - FC Pristina (2,500) - Spartak Trnava (8,500) - Sabah FC (4,000) - FK Aktobe (3,000) - Hapoël Beer-Sheva (16,500) - Partizan Belgrade (22,000) - Paksi FC (4,800) - AZ Alkmaar (54,500) Vainqueur des barrages des Pays-Bas en 2024-2025 - CD Santa Clara (12,453) 5e du Portugal en 2024-2025 - Sporting Charleroi (11,370) Vainqueur des barrages de Belgique en 2024-2025 - İstanbul Başakşehir (23,000) 5e de Turquie en 2024-2025 - Sparta Prague (29,500) 4e de Tchéquie en 2024-2025 - Dundee United (7,110) 4e d'Écosse en 2024-2025 - FC Lausanne-Sport (6,725) 5e de Suisse en 2024-2025 - Austria Vienne (7,500) 3e d'Autriche en 2024-2025 - Rapid Vienne (32,250) Vainqueur des barrages d'Autriche en 2024-2025 - Viking FK (7,937) 3e de Norvège en 2024 - Rosenborg BK (7,937) 4e de Norvège en 2024 - AEK Athènes (9,500) 4e de Grèce en 2024-2025 - Aris Salonique (7,862) 5e de Grèce en 2024-2025 - Brøndby IF (7,000) 3e du Danemark en 2024-2025 - Silkeborg IF (6,796) Vainqueur des barrages du Danemark en 2024-2025 - Maccabi Haïfa (18,000) 3e d'Israël en 2024-2025 - Beitar Jérusalem (6,325) 4e d'Israël en 2024-2025 - FK Oleksandria (4,880) 2e d'Ukraine en 2024-2025 - Polissia Jytomyr (4,880) 4e d'Ukraine en 2024-2025 - FK Novi Pazar (5,100) 3e de Serbie en 2024-2025 - FK Radnički 1923 (5,100) 5e de Serbie en 2024-2025 - Hajduk Split (10,000) 3e de Croatie en 2024-2025 - NK Varaždin (5,405) 4e de Croatie en 2024-2025 - Raków Częstochowa (8,000) 2e de Pologne en 2024-2025 - Jagiellonia Białystok (14,000) 3e de Pologne en 2024-2025 - Aris Limassol (5,507) 2e de Chypre en 2024-2025 - Omónia Nicosie (17,375) 3e de Chypre en 2024-2025 - Puskás Akadémia FC (6,500) 2e de Hongrie en 2024-2025 - Győri ETO FC (4,800) 4e de Hongrie en 2024-2025 - Hammarby IF (5,500) 2e de Suède en 2024 - AIK Fotboll (5,425) 3e de Suède en 2024 - Universitatea Craiova (6,500) 3e de Roumanie en 2024-2025 - Universitatea Cluj (4,650) 4e de Roumanie en 2024-2025 - Tcherno More Varna (3,975) 3e de Bulgarie en 2024-2025 - FK Arda Kardjali (3,975) Vainqueur des barrages de Bulgarie en 2024-2025 - Zira FK (4,000) 2e d'Azerbaïdjan en 2024-2025 - Araz Nakhitchevan (3,925) 3e d'Azerbaïdjan en 2024-2025 - MŠK Žilina (5,000) 2e de Slovaquie en 2024-2025 - DAC Dunajská Streda (8,000) Vainqueur des barrages de Slovaquie en 2024-2025. - FC Košice (4,250) Meilleur perdant des barrages de Slovaquie en 2024-2025. - NK Maribor (9,500) 2e de Slovénie en 2024-2025 - Zimbru Chișinău (3,000) 3e de Moldavie en 2024-2025 - KF Ballkani (8,000) 2e du Kosovo en 2024-2025 - FK Astana (12,000) 2e du Kazakhstan en 2024 - Shamrock Rovers (17,875) 2e d'Irlande en 2024 - FC Ararat-Armenia (7,500) 2e d'Arménie en 2024-2025 - Riga FC (10,000) 2e de Lettonie en 2024 - HB Tórshavn (6,000) Vainqueur de la Coupe des Îles Féroé 2024 - FK Sarajevo (6,000) Vainqueur de la Coupe de Bosnie-Herzégovine 2024-2025 - FC Vaduz (7,500) Vainqueur de la Coupe du Liechtenstein 2024-2025 - KA Akureyri (2,704) Vainqueur de la Coupe d'Islande 2024 - Dungannon Swifts (1,666) Vainqueur de la Coupe d'Irlande du Nord 2024-2025 - FC UNA Strassen (1,375) 2e du Luxembourg en 2024-2025, - FK Banga (1,650) Vainqueur de la Coupe de Lituanie 2024 - Hibernians FC (5,500) Vainqueur de la Coupe de Malte 2024-2025 - FC Spaeri (1,325) Vainqueur de la Coupe de Géorgie 2024 - FC Dinamo City (1,575) Vainqueur de la Coupe d'Albanie 2024-2025 | Voie principale - 8 non-champions repêchés du premier tour de qualification de la Ligue Europa : - FC Ilves (3,000) - FC Pristina (2,500) - Spartak Trnava (8,500) - Sabah FC (4,000) - FK Aktobe (3,000) - Hapoël Beer-Sheva (16,500) - Partizan Belgrade (22,000) - Paksi FC (4,800) - AZ Alkmaar (54,500) Vainqueur des barrages des Pays-Bas en 2024-2025 - CD Santa Clara (12,453) 5e du Portugal en 2024-2025 - Sporting Charleroi (11,370) Vainqueur des barrages de Belgique en 2024-2025 - İstanbul Başakşehir (23,000) 5e de Turquie en 2024-2025 - Sparta Prague (29,500) 4e de Tchéquie en 2024-2025 - Dundee United (7,110) 4e d'Écosse en 2024-2025 - FC Lausanne-Sport (6,725) 5e de Suisse en 2024-2025 - Austria Vienne (7,500) 3e d'Autriche en 2024-2025 - Rapid Vienne (32,250) Vainqueur des barrages d'Autriche en 2024-2025 - Viking FK (7,937) 3e de Norvège en 2024 - Rosenborg BK (7,937) 4e de Norvège en 2024 - AEK Athènes (9,500) 4e de Grèce en 2024-2025 - Aris Salonique (7,862) 5e de Grèce en 2024-2025 - Brøndby IF (7,000) 3e du Danemark en 2024-2025 - Silkeborg IF (6,796) Vainqueur des barrages du Danemark en 2024-2025 - Maccabi Haïfa (18,000) 3e d'Israël en 2024-2025 - Beitar Jérusalem (6,325) 4e d'Israël en 2024-2025 - FK Oleksandria (4,880) 2e d'Ukraine en 2024-2025 - Polissia Jytomyr (4,880) 4e d'Ukraine en 2024-2025 - FK Novi Pazar (5,100) 3e de Serbie en 2024-2025 - FK Radnički 1923 (5,100) 5e de Serbie en 2024-2025 - Hajduk Split (10,000) 3e de Croatie en 2024-2025 - NK Varaždin (5,405) 4e de Croatie en 2024-2025 - Raków Częstochowa (8,000) 2e de Pologne en 2024-2025 - Jagiellonia Białystok (14,000) 3e de Pologne en 2024-2025 - Aris Limassol (5,507) 2e de Chypre en 2024-2025 - Omónia Nicosie (17,375) 3e de Chypre en 2024-2025 - Puskás Akadémia FC (6,500) 2e de Hongrie en 2024-2025 - Győri ETO FC (4,800) 4e de Hongrie en 2024-2025 - Hammarby IF (5,500) 2e de Suède en 2024 - AIK Fotboll (5,425) 3e de Suède en 2024 - Universitatea Craiova (6,500) 3e de Roumanie en 2024-2025 - Universitatea Cluj (4,650) 4e de Roumanie en 2024-2025 - Tcherno More Varna (3,975) 3e de Bulgarie en 2024-2025 - FK Arda Kardjali (3,975) Vainqueur des barrages de Bulgarie en 2024-2025 - Zira FK (4,000) 2e d'Azerbaïdjan en 2024-2025 - Araz Nakhitchevan (3,925) 3e d'Azerbaïdjan en 2024-2025 - MŠK Žilina (5,000) 2e de Slovaquie en 2024-2025 - DAC Dunajská Streda (8,000) Vainqueur des barrages de Slovaquie en 2024-2025. - FC Košice (4,250) Meilleur perdant des barrages de Slovaquie en 2024-2025. - NK Maribor (9,500) 2e de Slovénie en 2024-2025 - Zimbru Chișinău (3,000) 3e de Moldavie en 2024-2025 - KF Ballkani (8,000) 2e du Kosovo en 2024-2025 - FK Astana (12,000) 2e du Kazakhstan en 2024 - Shamrock Rovers (17,875) 2e d'Irlande en 2024 - FC Ararat-Armenia (7,500) 2e d'Arménie en 2024-2025 - Riga FC (10,000) 2e de Lettonie en 2024 - HB Tórshavn (6,000) Vainqueur de la Coupe des Îles Féroé 2024 - FK Sarajevo (6,000) Vainqueur de la Coupe de Bosnie-Herzégovine 2024-2025 - FC Vaduz (7,500) Vainqueur de la Coupe du Liechtenstein 2024-2025 - KA Akureyri (2,704) Vainqueur de la Coupe d'Islande 2024 - Dungannon Swifts (1,666) Vainqueur de la Coupe d'Irlande du Nord 2024-2025 - FC UNA Strassen (1,375) 2e du Luxembourg en 2024-2025, - FK Banga (1,650) Vainqueur de la Coupe de Lituanie 2024 - Hibernians FC (5,500) Vainqueur de la Coupe de Malte 2024-2025 - FC Spaeri (1,325) Vainqueur de la Coupe de Géorgie 2024 - FC Dinamo City (1,575) Vainqueur de la Coupe d'Albanie 2024-2025 | Voie principale - 8 non-champions repêchés du premier tour de qualification de la Ligue Europa : - FC Ilves (3,000) - FC Pristina (2,500) - Spartak Trnava (8,500) - Sabah FC (4,000) - FK Aktobe (3,000) - Hapoël Beer-Sheva (16,500) - Partizan Belgrade (22,000) - Paksi FC (4,800) - AZ Alkmaar (54,500) Vainqueur des barrages des Pays-Bas en 2024-2025 - CD Santa Clara (12,453) 5e du Portugal en 2024-2025 - Sporting Charleroi (11,370) Vainqueur des barrages de Belgique en 2024-2025 - İstanbul Başakşehir (23,000) 5e de Turquie en 2024-2025 - Sparta Prague (29,500) 4e de Tchéquie en 2024-2025 - Dundee United (7,110) 4e d'Écosse en 2024-2025 - FC Lausanne-Sport (6,725) 5e de Suisse en 2024-2025 - Austria Vienne (7,500) 3e d'Autriche en 2024-2025 - Rapid Vienne (32,250) Vainqueur des barrages d'Autriche en 2024-2025 - Viking FK (7,937) 3e de Norvège en 2024 - Rosenborg BK (7,937) 4e de Norvège en 2024 - AEK Athènes (9,500) 4e de Grèce en 2024-2025 - Aris Salonique (7,862) 5e de Grèce en 2024-2025 - Brøndby IF (7,000) 3e du Danemark en 2024-2025 - Silkeborg IF (6,796) Vainqueur des barrages du Danemark en 2024-2025 - Maccabi Haïfa (18,000) 3e d'Israël en 2024-2025 - Beitar Jérusalem (6,325) 4e d'Israël en 2024-2025 - FK Oleksandria (4,880) 2e d'Ukraine en 2024-2025 - Polissia Jytomyr (4,880) 4e d'Ukraine en 2024-2025 - FK Novi Pazar (5,100) 3e de Serbie en 2024-2025 - FK Radnički 1923 (5,100) 5e de Serbie en 2024-2025 - Hajduk Split (10,000) 3e de Croatie en 2024-2025 - NK Varaždin (5,405) 4e de Croatie en 2024-2025 - Raków Częstochowa (8,000) 2e de Pologne en 2024-2025 - Jagiellonia Białystok (14,000) 3e de Pologne en 2024-2025 - Aris Limassol (5,507) 2e de Chypre en 2024-2025 - Omónia Nicosie (17,375) 3e de Chypre en 2024-2025 - Puskás Akadémia FC (6,500) 2e de Hongrie en 2024-2025 - Győri ETO FC (4,800) 4e de Hongrie en 2024-2025 - Hammarby IF (5,500) 2e de Suède en 2024 - AIK Fotboll (5,425) 3e de Suède en 2024 - Universitatea Craiova (6,500) 3e de Roumanie en 2024-2025 - Universitatea Cluj (4,650) 4e de Roumanie en 2024-2025 - Tcherno More Varna (3,975) 3e de Bulgarie en 2024-2025 - FK Arda Kardjali (3,975) Vainqueur des barrages de Bulgarie en 2024-2025 - Zira FK (4,000) 2e d'Azerbaïdjan en 2024-2025 - Araz Nakhitchevan (3,925) 3e d'Azerbaïdjan en 2024-2025 - MŠK Žilina (5,000) 2e de Slovaquie en 2024-2025 - DAC Dunajská Streda (8,000) Vainqueur des barrages de Slovaquie en 2024-2025. - FC Košice (4,250) Meilleur perdant des barrages de Slovaquie en 2024-2025. - NK Maribor (9,500) 2e de Slovénie en 2024-2025 - Zimbru Chișinău (3,000) 3e de Moldavie en 2024-2025 - KF Ballkani (8,000) 2e du Kosovo en 2024-2025 - FK Astana (12,000) 2e du Kazakhstan en 2024 - Shamrock Rovers (17,875) 2e d'Irlande en 2024 - FC Ararat-Armenia (7,500) 2e d'Arménie en 2024-2025 - Riga FC (10,000) 2e de Lettonie en 2024 - HB Tórshavn (6,000) Vainqueur de la Coupe des Îles Féroé 2024 - FK Sarajevo (6,000) Vainqueur de la Coupe de Bosnie-Herzégovine 2024-2025 - FC Vaduz (7,500) Vainqueur de la Coupe du Liechtenstein 2024-2025 - KA Akureyri (2,704) Vainqueur de la Coupe d'Islande 2024 - Dungannon Swifts (1,666) Vainqueur de la Coupe d'Irlande du Nord 2024-2025 - FC UNA Strassen (1,375) 2e du Luxembourg en 2024-2025, - FK Banga (1,650) Vainqueur de la Coupe de Lituanie 2024 - Hibernians FC (5,500) Vainqueur de la Coupe de Malte 2024-2025 - FC Spaeri (1,325) Vainqueur de la Coupe de Géorgie 2024 - FC Dinamo City (1,575) Vainqueur de la Coupe d'Albanie 2024-2025 |
| Premier tour de qualification (Voie principale uniquement) | | | | | | | | | | | | | | | |
| - FC Koper (4,068) 3e de Slovénie en 2024-2025 - CS Petrocub Hîncești (8,500) 4e de Moldavie en 2024-2025 - KF Malisheva (2,408) 3e du Kosovo en 2024-2025 - Ordabasy Chimkent (4,500) 4e du Kazakhstan en 2024 - HJK Helsinki (12,500) 3e de Finlande en 2024 - SJK Seinäjoki (2,350) Vainqueur des barrages de Finlande en 2024 - St. Patrick's Athletic FC (5,500) 3e d'Irlande en 2024 - FC Urartu (4,000) 3e d'Arménie en 2024-2025 - FC Pyunik (8,500) 4e d'Arménie en 2024-2025 - FK Auda (3,500) 3e de Lettonie en 2024 - BFC Daugavpils (2,450) 5e de Lettonie en 2024 - KÍ Klaksvík (11,000) 2e des Îles Féroé en 2024 - NSÍ Runavík (2,150) 4e des Îles Féroé en 2024 - FK Borac Banja Luka (13,625) 2e de Bosnie-Herzégovine en 2024-2025 - Željezničar Sarajevo (2,606) 4e de Bosnie-Herzégovine en 2024-2025 - Víkingur Reykjavik (10,750) 2e d'Islande en 2024 - Valur Reykjavik (3,000) 3e d'Islande en 2024 - Larne FC (7,000) 2e d'Irlande du Nord en 2024-2025 - Cliftonville FC (2,500) Vainqueur des barrages d'Irlande du Nord en 2024-2025 - F91 Dudelange (7,000) 3e du Luxembourg en 2024-2025 - Racing Luxembourg (2,500) 4e du Luxembourg en 2024-2025 - FC Hegelmann (1,650) 2e de Lituanie en 2024 - Kauno Žalgiris (5,000) 3e de Lituanie en 2024 - Birkirkara FC (2,500) 2e de Malte en 2024-2025 | - FC Koper (4,068) 3e de Slovénie en 2024-2025 - CS Petrocub Hîncești (8,500) 4e de Moldavie en 2024-2025 - KF Malisheva (2,408) 3e du Kosovo en 2024-2025 - Ordabasy Chimkent (4,500) 4e du Kazakhstan en 2024 - HJK Helsinki (12,500) 3e de Finlande en 2024 - SJK Seinäjoki (2,350) Vainqueur des barrages de Finlande en 2024 - St. Patrick's Athletic FC (5,500) 3e d'Irlande en 2024 - FC Urartu (4,000) 3e d'Arménie en 2024-2025 - FC Pyunik (8,500) 4e d'Arménie en 2024-2025 - FK Auda (3,500) 3e de Lettonie en 2024 - BFC Daugavpils (2,450) 5e de Lettonie en 2024 - KÍ Klaksvík (11,000) 2e des Îles Féroé en 2024 - NSÍ Runavík (2,150) 4e des Îles Féroé en 2024 - FK Borac Banja Luka (13,625) 2e de Bosnie-Herzégovine en 2024-2025 - Željezničar Sarajevo (2,606) 4e de Bosnie-Herzégovine en 2024-2025 - Víkingur Reykjavik (10,750) 2e d'Islande en 2024 - Valur Reykjavik (3,000) 3e d'Islande en 2024 - Larne FC (7,000) 2e d'Irlande du Nord en 2024-2025 - Cliftonville FC (2,500) Vainqueur des barrages d'Irlande du Nord en 2024-2025 - F91 Dudelange (7,000) 3e du Luxembourg en 2024-2025 - Racing Luxembourg (2,500) 4e du Luxembourg en 2024-2025 - FC Hegelmann (1,650) 2e de Lituanie en 2024 - Kauno Žalgiris (5,000) 3e de Lituanie en 2024 - Birkirkara FC (2,500) 2e de Malte en 2024-2025 | - FC Koper (4,068) 3e de Slovénie en 2024-2025 - CS Petrocub Hîncești (8,500) 4e de Moldavie en 2024-2025 - KF Malisheva (2,408) 3e du Kosovo en 2024-2025 - Ordabasy Chimkent (4,500) 4e du Kazakhstan en 2024 - HJK Helsinki (12,500) 3e de Finlande en 2024 - SJK Seinäjoki (2,350) Vainqueur des barrages de Finlande en 2024 - St. Patrick's Athletic FC (5,500) 3e d'Irlande en 2024 - FC Urartu (4,000) 3e d'Arménie en 2024-2025 - FC Pyunik (8,500) 4e d'Arménie en 2024-2025 - FK Auda (3,500) 3e de Lettonie en 2024 - BFC Daugavpils (2,450) 5e de Lettonie en 2024 - KÍ Klaksvík (11,000) 2e des Îles Féroé en 2024 - NSÍ Runavík (2,150) 4e des Îles Féroé en 2024 - FK Borac Banja Luka (13,625) 2e de Bosnie-Herzégovine en 2024-2025 - Željezničar Sarajevo (2,606) 4e de Bosnie-Herzégovine en 2024-2025 - Víkingur Reykjavik (10,750) 2e d'Islande en 2024 - Valur Reykjavik (3,000) 3e d'Islande en 2024 - Larne FC (7,000) 2e d'Irlande du Nord en 2024-2025 - Cliftonville FC (2,500) Vainqueur des barrages d'Irlande du Nord en 2024-2025 - F91 Dudelange (7,000) 3e du Luxembourg en 2024-2025 - Racing Luxembourg (2,500) 4e du Luxembourg en 2024-2025 - FC Hegelmann (1,650) 2e de Lituanie en 2024 - Kauno Žalgiris (5,000) 3e de Lituanie en 2024 - Birkirkara FC (2,500) 2e de Malte en 2024-2025 | - FC Koper (4,068) 3e de Slovénie en 2024-2025 - CS Petrocub Hîncești (8,500) 4e de Moldavie en 2024-2025 - KF Malisheva (2,408) 3e du Kosovo en 2024-2025 - Ordabasy Chimkent (4,500) 4e du Kazakhstan en 2024 - HJK Helsinki (12,500) 3e de Finlande en 2024 - SJK Seinäjoki (2,350) Vainqueur des barrages de Finlande en 2024 - St. Patrick's Athletic FC (5,500) 3e d'Irlande en 2024 - FC Urartu (4,000) 3e d'Arménie en 2024-2025 - FC Pyunik (8,500) 4e d'Arménie en 2024-2025 - FK Auda (3,500) 3e de Lettonie en 2024 - BFC Daugavpils (2,450) 5e de Lettonie en 2024 - KÍ Klaksvík (11,000) 2e des Îles Féroé en 2024 - NSÍ Runavík (2,150) 4e des Îles Féroé en 2024 - FK Borac Banja Luka (13,625) 2e de Bosnie-Herzégovine en 2024-2025 - Željezničar Sarajevo (2,606) 4e de Bosnie-Herzégovine en 2024-2025 - Víkingur Reykjavik (10,750) 2e d'Islande en 2024 - Valur Reykjavik (3,000) 3e d'Islande en 2024 - Larne FC (7,000) 2e d'Irlande du Nord en 2024-2025 - Cliftonville FC (2,500) Vainqueur des barrages d'Irlande du Nord en 2024-2025 - F91 Dudelange (7,000) 3e du Luxembourg en 2024-2025 - Racing Luxembourg (2,500) 4e du Luxembourg en 2024-2025 - FC Hegelmann (1,650) 2e de Lituanie en 2024 - Kauno Žalgiris (5,000) 3e de Lituanie en 2024 - Birkirkara FC (2,500) 2e de Malte en 2024-2025 | - FC Koper (4,068) 3e de Slovénie en 2024-2025 - CS Petrocub Hîncești (8,500) 4e de Moldavie en 2024-2025 - KF Malisheva (2,408) 3e du Kosovo en 2024-2025 - Ordabasy Chimkent (4,500) 4e du Kazakhstan en 2024 - HJK Helsinki (12,500) 3e de Finlande en 2024 - SJK Seinäjoki (2,350) Vainqueur des barrages de Finlande en 2024 - St. Patrick's Athletic FC (5,500) 3e d'Irlande en 2024 - FC Urartu (4,000) 3e d'Arménie en 2024-2025 - FC Pyunik (8,500) 4e d'Arménie en 2024-2025 - FK Auda (3,500) 3e de Lettonie en 2024 - BFC Daugavpils (2,450) 5e de Lettonie en 2024 - KÍ Klaksvík (11,000) 2e des Îles Féroé en 2024 - NSÍ Runavík (2,150) 4e des Îles Féroé en 2024 - FK Borac Banja Luka (13,625) 2e de Bosnie-Herzégovine en 2024-2025 - Željezničar Sarajevo (2,606) 4e de Bosnie-Herzégovine en 2024-2025 - Víkingur Reykjavik (10,750) 2e d'Islande en 2024 - Valur Reykjavik (3,000) 3e d'Islande en 2024 - Larne FC (7,000) 2e d'Irlande du Nord en 2024-2025 - Cliftonville FC (2,500) Vainqueur des barrages d'Irlande du Nord en 2024-2025 - F91 Dudelange (7,000) 3e du Luxembourg en 2024-2025 - Racing Luxembourg (2,500) 4e du Luxembourg en 2024-2025 - FC Hegelmann (1,650) 2e de Lituanie en 2024 - Kauno Žalgiris (5,000) 3e de Lituanie en 2024 - Birkirkara FC (2,500) 2e de Malte en 2024-2025 | - FC Koper (4,068) 3e de Slovénie en 2024-2025 - CS Petrocub Hîncești (8,500) 4e de Moldavie en 2024-2025 - KF Malisheva (2,408) 3e du Kosovo en 2024-2025 - Ordabasy Chimkent (4,500) 4e du Kazakhstan en 2024 - HJK Helsinki (12,500) 3e de Finlande en 2024 - SJK Seinäjoki (2,350) Vainqueur des barrages de Finlande en 2024 - St. Patrick's Athletic FC (5,500) 3e d'Irlande en 2024 - FC Urartu (4,000) 3e d'Arménie en 2024-2025 - FC Pyunik (8,500) 4e d'Arménie en 2024-2025 - FK Auda (3,500) 3e de Lettonie en 2024 - BFC Daugavpils (2,450) 5e de Lettonie en 2024 - KÍ Klaksvík (11,000) 2e des Îles Féroé en 2024 - NSÍ Runavík (2,150) 4e des Îles Féroé en 2024 - FK Borac Banja Luka (13,625) 2e de Bosnie-Herzégovine en 2024-2025 - Željezničar Sarajevo (2,606) 4e de Bosnie-Herzégovine en 2024-2025 - Víkingur Reykjavik (10,750) 2e d'Islande en 2024 - Valur Reykjavik (3,000) 3e d'Islande en 2024 - Larne FC (7,000) 2e d'Irlande du Nord en 2024-2025 - Cliftonville FC (2,500) Vainqueur des barrages d'Irlande du Nord en 2024-2025 - F91 Dudelange (7,000) 3e du Luxembourg en 2024-2025 - Racing Luxembourg (2,500) 4e du Luxembourg en 2024-2025 - FC Hegelmann (1,650) 2e de Lituanie en 2024 - Kauno Žalgiris (5,000) 3e de Lituanie en 2024 - Birkirkara FC (2,500) 2e de Malte en 2024-2025 | - FC Koper (4,068) 3e de Slovénie en 2024-2025 - CS Petrocub Hîncești (8,500) 4e de Moldavie en 2024-2025 - KF Malisheva (2,408) 3e du Kosovo en 2024-2025 - Ordabasy Chimkent (4,500) 4e du Kazakhstan en 2024 - HJK Helsinki (12,500) 3e de Finlande en 2024 - SJK Seinäjoki (2,350) Vainqueur des barrages de Finlande en 2024 - St. Patrick's Athletic FC (5,500) 3e d'Irlande en 2024 - FC Urartu (4,000) 3e d'Arménie en 2024-2025 - FC Pyunik (8,500) 4e d'Arménie en 2024-2025 - FK Auda (3,500) 3e de Lettonie en 2024 - BFC Daugavpils (2,450) 5e de Lettonie en 2024 - KÍ Klaksvík (11,000) 2e des Îles Féroé en 2024 - NSÍ Runavík (2,150) 4e des Îles Féroé en 2024 - FK Borac Banja Luka (13,625) 2e de Bosnie-Herzégovine en 2024-2025 - Željezničar Sarajevo (2,606) 4e de Bosnie-Herzégovine en 2024-2025 - Víkingur Reykjavik (10,750) 2e d'Islande en 2024 - Valur Reykjavik (3,000) 3e d'Islande en 2024 - Larne FC (7,000) 2e d'Irlande du Nord en 2024-2025 - Cliftonville FC (2,500) Vainqueur des barrages d'Irlande du Nord en 2024-2025 - F91 Dudelange (7,000) 3e du Luxembourg en 2024-2025 - Racing Luxembourg (2,500) 4e du Luxembourg en 2024-2025 - FC Hegelmann (1,650) 2e de Lituanie en 2024 - Kauno Žalgiris (5,000) 3e de Lituanie en 2024 - Birkirkara FC (2,500) 2e de Malte en 2024-2025 | - FC Koper (4,068) 3e de Slovénie en 2024-2025 - CS Petrocub Hîncești (8,500) 4e de Moldavie en 2024-2025 - KF Malisheva (2,408) 3e du Kosovo en 2024-2025 - Ordabasy Chimkent (4,500) 4e du Kazakhstan en 2024 - HJK Helsinki (12,500) 3e de Finlande en 2024 - SJK Seinäjoki (2,350) Vainqueur des barrages de Finlande en 2024 - St. Patrick's Athletic FC (5,500) 3e d'Irlande en 2024 - FC Urartu (4,000) 3e d'Arménie en 2024-2025 - FC Pyunik (8,500) 4e d'Arménie en 2024-2025 - FK Auda (3,500) 3e de Lettonie en 2024 - BFC Daugavpils (2,450) 5e de Lettonie en 2024 - KÍ Klaksvík (11,000) 2e des Îles Féroé en 2024 - NSÍ Runavík (2,150) 4e des Îles Féroé en 2024 - FK Borac Banja Luka (13,625) 2e de Bosnie-Herzégovine en 2024-2025 - Željezničar Sarajevo (2,606) 4e de Bosnie-Herzégovine en 2024-2025 - Víkingur Reykjavik (10,750) 2e d'Islande en 2024 - Valur Reykjavik (3,000) 3e d'Islande en 2024 - Larne FC (7,000) 2e d'Irlande du Nord en 2024-2025 - Cliftonville FC (2,500) Vainqueur des barrages d'Irlande du Nord en 2024-2025 - F91 Dudelange (7,000) 3e du Luxembourg en 2024-2025 - Racing Luxembourg (2,500) 4e du Luxembourg en 2024-2025 - FC Hegelmann (1,650) 2e de Lituanie en 2024 - Kauno Žalgiris (5,000) 3e de Lituanie en 2024 - Birkirkara FC (2,500) 2e de Malte en 2024-2025 | - Floriana FC (4,500) 3e de Malte en 2024-2025 - Torpedo Koutaïssi (3,000) 2e de Géorgie en 2024 - Dila Gori (4,000) 3e de Géorgie en 2024 - KF Vllaznia Shkodër (5,000) 2e d'Albanie en 2024-2025 - Partizani Tirana (6,500) 3e d'Albanie en 2024-2025 - JK Nõmme Kalju (1,591) Vainqueur de la Coupe d'Estonie 2024-2025 - Paide Linnameeskond (7,000) 3e d'Estonie en 2024 - Flora Tallinn (11,500) 4e d'Estonie en 2024 - Nioman Hrodna (3,500) Vainqueur de la Coupe de Biélorussie 2024-2025 - Torpedo Jodzina (4,000) 3e de Biélorussie en 2024 - Dinamo Brest (4,000) 4e de Biélorussie en 2024 - Vardar Skopje (1,233) Vainqueur de la Coupe de Macédoine du Nord 2024-2025 - Sileks Kratovo (2,500) 2e de Macédoine du Nord en 2024-2025 - Rabotnički Skopje (1,233) 3e de Macédoine du Nord en 2024-2025 - FC Santa Coloma (4,000) 2e d'Andorre en 2024-2025 - Atlètic Club d'Escaldes (3,500) 3e d'Andorre en 2024-2025 - Pen-y-Bont FC (1,358) 2e du pays de Galles en 2024-2025 - Haverfordwest County (1,500) Vainqueur des barrages du pays de Galles en 2024-2025 - FK Dečić Tuzi (4,000) Vainqueur de la Coupe du Monténégro 2024-2025 - Sutjeska Nikšić (5,500) 3e du Monténégro en 2024-2025 - Calpe City Magpies FC (en) (3,500) Vainqueur de la Coupe de Gibraltar 2024-2025 - St Joseph's FC (4,000) 2e de Gibraltar en 2024-2025 - SP La Fiorita (5,500) 2e de Saint-Marin en 2024-2025 - SP Tre Fiori (3,000) 3e de Saint-Marin en 2024-2025 | - Floriana FC (4,500) 3e de Malte en 2024-2025 - Torpedo Koutaïssi (3,000) 2e de Géorgie en 2024 - Dila Gori (4,000) 3e de Géorgie en 2024 - KF Vllaznia Shkodër (5,000) 2e d'Albanie en 2024-2025 - Partizani Tirana (6,500) 3e d'Albanie en 2024-2025 - JK Nõmme Kalju (1,591) Vainqueur de la Coupe d'Estonie 2024-2025 - Paide Linnameeskond (7,000) 3e d'Estonie en 2024 - Flora Tallinn (11,500) 4e d'Estonie en 2024 - Nioman Hrodna (3,500) Vainqueur de la Coupe de Biélorussie 2024-2025 - Torpedo Jodzina (4,000) 3e de Biélorussie en 2024 - Dinamo Brest (4,000) 4e de Biélorussie en 2024 - Vardar Skopje (1,233) Vainqueur de la Coupe de Macédoine du Nord 2024-2025 - Sileks Kratovo (2,500) 2e de Macédoine du Nord en 2024-2025 - Rabotnički Skopje (1,233) 3e de Macédoine du Nord en 2024-2025 - FC Santa Coloma (4,000) 2e d'Andorre en 2024-2025 - Atlètic Club d'Escaldes (3,500) 3e d'Andorre en 2024-2025 - Pen-y-Bont FC (1,358) 2e du pays de Galles en 2024-2025 - Haverfordwest County (1,500) Vainqueur des barrages du pays de Galles en 2024-2025 - FK Dečić Tuzi (4,000) Vainqueur de la Coupe du Monténégro 2024-2025 - Sutjeska Nikšić (5,500) 3e du Monténégro en 2024-2025 - Calpe City Magpies FC (en) (3,500) Vainqueur de la Coupe de Gibraltar 2024-2025 - St Joseph's FC (4,000) 2e de Gibraltar en 2024-2025 - SP La Fiorita (5,500) 2e de Saint-Marin en 2024-2025 - SP Tre Fiori (3,000) 3e de Saint-Marin en 2024-2025 | - Floriana FC (4,500) 3e de Malte en 2024-2025 - Torpedo Koutaïssi (3,000) 2e de Géorgie en 2024 - Dila Gori (4,000) 3e de Géorgie en 2024 - KF Vllaznia Shkodër (5,000) 2e d'Albanie en 2024-2025 - Partizani Tirana (6,500) 3e d'Albanie en 2024-2025 - JK Nõmme Kalju (1,591) Vainqueur de la Coupe d'Estonie 2024-2025 - Paide Linnameeskond (7,000) 3e d'Estonie en 2024 - Flora Tallinn (11,500) 4e d'Estonie en 2024 - Nioman Hrodna (3,500) Vainqueur de la Coupe de Biélorussie 2024-2025 - Torpedo Jodzina (4,000) 3e de Biélorussie en 2024 - Dinamo Brest (4,000) 4e de Biélorussie en 2024 - Vardar Skopje (1,233) Vainqueur de la Coupe de Macédoine du Nord 2024-2025 - Sileks Kratovo (2,500) 2e de Macédoine du Nord en 2024-2025 - Rabotnički Skopje (1,233) 3e de Macédoine du Nord en 2024-2025 - FC Santa Coloma (4,000) 2e d'Andorre en 2024-2025 - Atlètic Club d'Escaldes (3,500) 3e d'Andorre en 2024-2025 - Pen-y-Bont FC (1,358) 2e du pays de Galles en 2024-2025 - Haverfordwest County (1,500) Vainqueur des barrages du pays de Galles en 2024-2025 - FK Dečić Tuzi (4,000) Vainqueur de la Coupe du Monténégro 2024-2025 - Sutjeska Nikšić (5,500) 3e du Monténégro en 2024-2025 - Calpe City Magpies FC (en) (3,500) Vainqueur de la Coupe de Gibraltar 2024-2025 - St Joseph's FC (4,000) 2e de Gibraltar en 2024-2025 - SP La Fiorita (5,500) 2e de Saint-Marin en 2024-2025 - SP Tre Fiori (3,000) 3e de Saint-Marin en 2024-2025 | - Floriana FC (4,500) 3e de Malte en 2024-2025 - Torpedo Koutaïssi (3,000) 2e de Géorgie en 2024 - Dila Gori (4,000) 3e de Géorgie en 2024 - KF Vllaznia Shkodër (5,000) 2e d'Albanie en 2024-2025 - Partizani Tirana (6,500) 3e d'Albanie en 2024-2025 - JK Nõmme Kalju (1,591) Vainqueur de la Coupe d'Estonie 2024-2025 - Paide Linnameeskond (7,000) 3e d'Estonie en 2024 - Flora Tallinn (11,500) 4e d'Estonie en 2024 - Nioman Hrodna (3,500) Vainqueur de la Coupe de Biélorussie 2024-2025 - Torpedo Jodzina (4,000) 3e de Biélorussie en 2024 - Dinamo Brest (4,000) 4e de Biélorussie en 2024 - Vardar Skopje (1,233) Vainqueur de la Coupe de Macédoine du Nord 2024-2025 - Sileks Kratovo (2,500) 2e de Macédoine du Nord en 2024-2025 - Rabotnički Skopje (1,233) 3e de Macédoine du Nord en 2024-2025 - FC Santa Coloma (4,000) 2e d'Andorre en 2024-2025 - Atlètic Club d'Escaldes (3,500) 3e d'Andorre en 2024-2025 - Pen-y-Bont FC (1,358) 2e du pays de Galles en 2024-2025 - Haverfordwest County (1,500) Vainqueur des barrages du pays de Galles en 2024-2025 - FK Dečić Tuzi (4,000) Vainqueur de la Coupe du Monténégro 2024-2025 - Sutjeska Nikšić (5,500) 3e du Monténégro en 2024-2025 - Calpe City Magpies FC (en) (3,500) Vainqueur de la Coupe de Gibraltar 2024-2025 - St Joseph's FC (4,000) 2e de Gibraltar en 2024-2025 - SP La Fiorita (5,500) 2e de Saint-Marin en 2024-2025 - SP Tre Fiori (3,000) 3e de Saint-Marin en 2024-2025 | - Floriana FC (4,500) 3e de Malte en 2024-2025 - Torpedo Koutaïssi (3,000) 2e de Géorgie en 2024 - Dila Gori (4,000) 3e de Géorgie en 2024 - KF Vllaznia Shkodër (5,000) 2e d'Albanie en 2024-2025 - Partizani Tirana (6,500) 3e d'Albanie en 2024-2025 - JK Nõmme Kalju (1,591) Vainqueur de la Coupe d'Estonie 2024-2025 - Paide Linnameeskond (7,000) 3e d'Estonie en 2024 - Flora Tallinn (11,500) 4e d'Estonie en 2024 - Nioman Hrodna (3,500) Vainqueur de la Coupe de Biélorussie 2024-2025 - Torpedo Jodzina (4,000) 3e de Biélorussie en 2024 - Dinamo Brest (4,000) 4e de Biélorussie en 2024 - Vardar Skopje (1,233) Vainqueur de la Coupe de Macédoine du Nord 2024-2025 - Sileks Kratovo (2,500) 2e de Macédoine du Nord en 2024-2025 - Rabotnički Skopje (1,233) 3e de Macédoine du Nord en 2024-2025 - FC Santa Coloma (4,000) 2e d'Andorre en 2024-2025 - Atlètic Club d'Escaldes (3,500) 3e d'Andorre en 2024-2025 - Pen-y-Bont FC (1,358) 2e du pays de Galles en 2024-2025 - Haverfordwest County (1,500) Vainqueur des barrages du pays de Galles en 2024-2025 - FK Dečić Tuzi (4,000) Vainqueur de la Coupe du Monténégro 2024-2025 - Sutjeska Nikšić (5,500) 3e du Monténégro en 2024-2025 - Calpe City Magpies FC (en) (3,500) Vainqueur de la Coupe de Gibraltar 2024-2025 - St Joseph's FC (4,000) 2e de Gibraltar en 2024-2025 - SP La Fiorita (5,500) 2e de Saint-Marin en 2024-2025 - SP Tre Fiori (3,000) 3e de Saint-Marin en 2024-2025 | - Floriana FC (4,500) 3e de Malte en 2024-2025 - Torpedo Koutaïssi (3,000) 2e de Géorgie en 2024 - Dila Gori (4,000) 3e de Géorgie en 2024 - KF Vllaznia Shkodër (5,000) 2e d'Albanie en 2024-2025 - Partizani Tirana (6,500) 3e d'Albanie en 2024-2025 - JK Nõmme Kalju (1,591) Vainqueur de la Coupe d'Estonie 2024-2025 - Paide Linnameeskond (7,000) 3e d'Estonie en 2024 - Flora Tallinn (11,500) 4e d'Estonie en 2024 - Nioman Hrodna (3,500) Vainqueur de la Coupe de Biélorussie 2024-2025 - Torpedo Jodzina (4,000) 3e de Biélorussie en 2024 - Dinamo Brest (4,000) 4e de Biélorussie en 2024 - Vardar Skopje (1,233) Vainqueur de la Coupe de Macédoine du Nord 2024-2025 - Sileks Kratovo (2,500) 2e de Macédoine du Nord en 2024-2025 - Rabotnički Skopje (1,233) 3e de Macédoine du Nord en 2024-2025 - FC Santa Coloma (4,000) 2e d'Andorre en 2024-2025 - Atlètic Club d'Escaldes (3,500) 3e d'Andorre en 2024-2025 - Pen-y-Bont FC (1,358) 2e du pays de Galles en 2024-2025 - Haverfordwest County (1,500) Vainqueur des barrages du pays de Galles en 2024-2025 - FK Dečić Tuzi (4,000) Vainqueur de la Coupe du Monténégro 2024-2025 - Sutjeska Nikšić (5,500) 3e du Monténégro en 2024-2025 - Calpe City Magpies FC (en) (3,500) Vainqueur de la Coupe de Gibraltar 2024-2025 - St Joseph's FC (4,000) 2e de Gibraltar en 2024-2025 - SP La Fiorita (5,500) 2e de Saint-Marin en 2024-2025 - SP Tre Fiori (3,000) 3e de Saint-Marin en 2024-2025 | - Floriana FC (4,500) 3e de Malte en 2024-2025 - Torpedo Koutaïssi (3,000) 2e de Géorgie en 2024 - Dila Gori (4,000) 3e de Géorgie en 2024 - KF Vllaznia Shkodër (5,000) 2e d'Albanie en 2024-2025 - Partizani Tirana (6,500) 3e d'Albanie en 2024-2025 - JK Nõmme Kalju (1,591) Vainqueur de la Coupe d'Estonie 2024-2025 - Paide Linnameeskond (7,000) 3e d'Estonie en 2024 - Flora Tallinn (11,500) 4e d'Estonie en 2024 - Nioman Hrodna (3,500) Vainqueur de la Coupe de Biélorussie 2024-2025 - Torpedo Jodzina (4,000) 3e de Biélorussie en 2024 - Dinamo Brest (4,000) 4e de Biélorussie en 2024 - Vardar Skopje (1,233) Vainqueur de la Coupe de Macédoine du Nord 2024-2025 - Sileks Kratovo (2,500) 2e de Macédoine du Nord en 2024-2025 - Rabotnički Skopje (1,233) 3e de Macédoine du Nord en 2024-2025 - FC Santa Coloma (4,000) 2e d'Andorre en 2024-2025 - Atlètic Club d'Escaldes (3,500) 3e d'Andorre en 2024-2025 - Pen-y-Bont FC (1,358) 2e du pays de Galles en 2024-2025 - Haverfordwest County (1,500) Vainqueur des barrages du pays de Galles en 2024-2025 - FK Dečić Tuzi (4,000) Vainqueur de la Coupe du Monténégro 2024-2025 - Sutjeska Nikšić (5,500) 3e du Monténégro en 2024-2025 - Calpe City Magpies FC (en) (3,500) Vainqueur de la Coupe de Gibraltar 2024-2025 - St Joseph's FC (4,000) 2e de Gibraltar en 2024-2025 - SP La Fiorita (5,500) 2e de Saint-Marin en 2024-2025 - SP Tre Fiori (3,000) 3e de Saint-Marin en 2024-2025 | - Floriana FC (4,500) 3e de Malte en 2024-2025 - Torpedo Koutaïssi (3,000) 2e de Géorgie en 2024 - Dila Gori (4,000) 3e de Géorgie en 2024 - KF Vllaznia Shkodër (5,000) 2e d'Albanie en 2024-2025 - Partizani Tirana (6,500) 3e d'Albanie en 2024-2025 - JK Nõmme Kalju (1,591) Vainqueur de la Coupe d'Estonie 2024-2025 - Paide Linnameeskond (7,000) 3e d'Estonie en 2024 - Flora Tallinn (11,500) 4e d'Estonie en 2024 - Nioman Hrodna (3,500) Vainqueur de la Coupe de Biélorussie 2024-2025 - Torpedo Jodzina (4,000) 3e de Biélorussie en 2024 - Dinamo Brest (4,000) 4e de Biélorussie en 2024 - Vardar Skopje (1,233) Vainqueur de la Coupe de Macédoine du Nord 2024-2025 - Sileks Kratovo (2,500) 2e de Macédoine du Nord en 2024-2025 - Rabotnički Skopje (1,233) 3e de Macédoine du Nord en 2024-2025 - FC Santa Coloma (4,000) 2e d'Andorre en 2024-2025 - Atlètic Club d'Escaldes (3,500) 3e d'Andorre en 2024-2025 - Pen-y-Bont FC (1,358) 2e du pays de Galles en 2024-2025 - Haverfordwest County (1,500) Vainqueur des barrages du pays de Galles en 2024-2025 - FK Dečić Tuzi (4,000) Vainqueur de la Coupe du Monténégro 2024-2025 - Sutjeska Nikšić (5,500) 3e du Monténégro en 2024-2025 - Calpe City Magpies FC (en) (3,500) Vainqueur de la Coupe de Gibraltar 2024-2025 - St Joseph's FC (4,000) 2e de Gibraltar en 2024-2025 - SP La Fiorita (5,500) 2e de Saint-Marin en 2024-2025 - SP Tre Fiori (3,000) 3e de Saint-Marin en 2024-2025 |

## Calendrier
| Nom                                                         | Tirage au sort    | Date aller                                                          | Date retour                                                         |
| ----------------------------------------------------------- | ----------------- | ------------------------------------------------------------------- | ------------------------------------------------------------------- |
| Phase qualificative (2025)                                  |                   |                                                                     |                                                                     |
| Premier tour de qualification                               | 17 juin à Nyon    | 10 juillet                                                          | 17 juillet                                                          |
| Deuxième tour de qualification                              | 18 juin à Nyon    | 24 juillet                                                          | 31 juillet                                                          |
| Troisième tour de qualification                             | 21 juillet à Nyon | 7 août                                                              | 14 août                                                             |
| Barrages                                                    | 4 août à Nyon     | 21 août                                                             | 28 août                                                             |
| Phase de ligue (2025 - 2026)                                |                   |                                                                     |                                                                     |
| Journée 1 Journée 2 Journée 3 Journée 4 Journée 5 Journée 6 | 29 août à Monaco  | 2 octobre 23 octobre 6 novembre 27 novembre 11 décembre 18 décembre | 2 octobre 23 octobre 6 novembre 27 novembre 11 décembre 18 décembre |
| Phase à élimination directe (2026)                          |                   |                                                                     |                                                                     |
| Barrages                                                    | 16 janvier        | 19 février                                                          | 26 février                                                          |
| Huitièmes de finale                                         | 27 février        | 12 mars                                                             | 19 mars                                                             |
| Quarts de finale                                            | 27 février        | 9 avril                                                             | 16 avril                                                            |
| Demi-finale                                                 | 27 février        | 30 avril                                                            | 7 mai                                                               |
| Finale                                                      | 27 février        | 27 mai 2026 à Leipzig                                               | 27 mai 2026 à Leipzig                                               |

## Phase qualificative

### Premier tour de qualification
Ce tour concerne cinquante-deux équipes des associations classées entre la 30e et la 55e place au classement UEFA : les vingt-six vainqueurs de ce tour se qualifient pour le deuxième tour de qualification.
Le tirage au sort a lieu le 17 juin 2025.
| Équipe                    | Aller           | Total             | Retour          | Équipe               |
| Voie principale           | Voie principale | Voie principale   | Voie principale | Voie principale      |
| ------------------------- | --------------- | ----------------- | --------------- | -------------------- |
| NSÍ Runavík               | 4 - 0           | 4 - 5             | 0 - 5ap         | HJK Helsinki         |
| Torpedo Koutaïssi         | 4 - 3           | 5 - 4             | 1 - 1           | Ordabasy Chimkent    |
| Željezničar Sarajevo      | 1 - 1           | 2 - 4             | 1 - 3           | FC Koper             |
| SJK Seinäjoki             | 1 - 2           | 1 - 4             | 0 - 2           | KÍ Klaksvík          |
| JK Nõmme Kalju            | 1 - 1           | 2 - 1             | 1 - 0ap         | Partizani Tirana     |
| SP Tre Fiori              | 1 - 0           | 1 - 5             | 0 - 5           | FC Pyunik            |
| St. Patrick's Athletic FC | 1 - 0           | 3 - 0             | 2 - 0           | FC Hegelmann         |
| FK Dečić Tuzi             | 2 - 0           | 3 - 2             | 1 - 2           | Sileks Kratovo       |
| FK Sutjeska Nikšić        | 1 - 2           | 3 - 2             | 2 - 0           | Dinamo Brest         |
| Larne FC                  | 0 - 0           | 2 - 2 (4 - 2 tab) | 2 - 2ap         | FK Auda              |
| Floriana FC               | 2 - 1           | 5 - 3             | 3 - 2           | Haverfordwest County |
| Torpedo Jodzina           | 3 - 0           | 4 - 0             | 1 - 0           | Rabotnički Skopje    |
| Bruno's Magpies           | 2 - 3           | 3 - 7             | 1 - 4           | Paide Linnameeskond  |
| Birkirkara FC             | 1 - 0           | 1 - 3             | 0 - 3           | CS Petrocub Hîncești |
| Atlètic Club d'Escaldes   | 2 - 0           | 5 - 2             | 3 - 2           | F91 Dudelange        |
| Valur Reykjavik           | 3 - 0           | 5 - 1             | 2 - 1           | Flora Tallinn        |
| KF Malisheva              | 0 - 1           | 0 - 9             | 0 - 8           | Víkingur Reykjavik   |
| RFCU Luxembourg           | 1 - 2           | 1 - 3             | 0 - 1           | Dila Gori            |
| KF Vllaznia Shkodër       | 0 - 1           | 4 - 3             | 4 - 2           | BFC Daugavpils       |
| FC Urartu                 | 1 - 2           | 1 - 6             | 0 - 4           | FK Nioman Hrodna     |
| Vardar Skopje             | 3 - 0           | 5 - 2             | 2 - 2           | SP La Fiorita        |
| Kauno Žalgiris            | 3 - 0           | 4 - 1             | 1 - 1           | Pen-y-Bont FC        |
| St Joseph's FC            | 2 - 2           | 5 - 4             | 3 - 2ap         | Cliftonville FC      |
| FK Borac Banja Luka       | 1 - 4           | 3 - 4             | 2 - 0           | FC Santa Coloma      |

### Deuxième tour de qualification
La phase qualificative se divise à ce moment-là en deux voies distinctes : la voie des Champions, réservée aux champions nationaux, et la voie principale. Les cinquante vainqueurs de ce tour se qualifient pour le troisième tour de qualification.
Voie des Champions
Les douze participants à la première voie sont les champions perdants du premier tour de qualification de la Ligue des champions.
| Équipe              | Aller              | Total              | Retour             | Équipe                |
| Voie des Champions  | Voie des Champions | Voie des Champions | Voie des Champions | Voie des Champions    |
| ------------------- | ------------------ | ------------------ | ------------------ | --------------------- |
| Levadia Tallinn     | 1 - 0              | 3 - 2              | 2 - 2 ap           | FC Iberia 1999        |
| Žalgiris Vilnius    | 0 - 0              | 0 - 2              | 0 - 2              | Linfield FC           |
| The New Saints      | 0 - 1              | 0 - 2              | 0 - 1              | FC Differdange 03     |
| Olimpija Ljubljana  | 4 - 2              | 5 - 3              | 1 - 1              | Inter Club d'Escaldes |
| Budućnost Podgorica | 0 - 0              | 1 - 2              | 1 - 2              | FC Milsami            |
| Dinamo Minsk        | 0 - 2              | 0 - 3              | 0 - 1              | KF Egnatia Rrogozhinë |

Voie Principale
Elle se compose de cinquante-six équipes provenant des associations classées entre la 6e et la 44e place au classement UEFA, auxquels s'ajoutent les vingt-quatre vainqueurs du premier tour et les huit perdants du premier tour de qualification de la Ligue Europa pour un total de quatre-vingt-huit équipes.
| Équipe                    | Aller           | Total             | Retour          | Équipe                |
| Voie principale           | Voie principale | Voie principale   | Voie principale | Voie principale       |
| ------------------------- | --------------- | ----------------- | --------------- | --------------------- |
| Dundee United             | 1 - 0           | 2 - 0             | 1 - 0           | FC UNA Strassen       |
| Larne FC                  | 0 - 0           | 1 - 1 (5 - 4 tab) | 1 - 1 ap        | FC Pristina           |
| FC Košice                 | 2 - 3           | 3 - 4             | 1 - 1           | FK Nioman Hrodna      |
| FC Vaduz                  | 0 - 1           | 3 - 1             | 3 - 0 ap        | Dungannon Swifts      |
| Silkeborg IF              | 1 - 1           | 4 - 3             | 3 - 2 ap        | KA Akureyri           |
| Rosenborg BK              | 5 - 0           | 7 - 0             | 2 - 0           | FK Banga              |
| Atlètic Club d'Escaldes   | 1 - 2           | 2 - 3             | 1 - 1           | Dinamo Tirana         |
| Austria Vienne            | 2 - 0           | 7 - 0             | 5 - 0           | FC Spaeri             |
| KF Ballkani               | 4 - 2           | 5 - 3             | 1 - 1           | Floriana FC           |
| Viking FK                 | 7 - 0           | 12 - 3            | 5 - 3           | FC Koper              |
| AEK Athènes               | 1 - 0           | 1 - 0             | 0 - 0           | Hapoël Beer-Sheva     |
| FC Pyunik                 | 2 - 1           | 3 - 4             | 1 - 3           | Győri ETO FC          |
| Riga FC                   | 2 - 1           | 5 - 4             | 3 - 3           | Dila Gori             |
| Raków Częstochowa         | 3 - 0           | 6 - 1             | 3 - 1           | MŠK Žilina            |
| CS Petrocub Hîncești      | 0 - 2           | 1 - 6             | 1 - 4           | Sabah FC              |
| FC Ararat-Armenia         | 0 - 0           | 2 - 1             | 2 - 1 ap        | Universitatea Cluj    |
| NK Varaždin               | 2 - 1           | 2 - 3             | 0 - 2           | CD Santa Clara        |
| Kauno Žalgiris            | 1 - 1           | 3 - 2             | 2 - 1           | Valur Reykjavik       |
| Paksi FC                  | 1 - 0           | 2 - 1             | 1 - 1           | NK Maribor            |
| KF Vllaznia Shkodër       | 2 - 1           | 4 - 5             | 2 - 4 ap        | Víkingur Reykjavik    |
| Hammarby IF               | 0 - 0           | 2 - 1             | 2 - 1 ap        | Sporting Charleroi    |
| FK Radnički 1923          | 0 - 0           | 0 - 1             | 0 - 1           | KÍ Klaksvík           |
| FK Novi Pazar             | 1 - 2           | 2 - 5             | 1 - 3           | Jagiellonia Białystok |
| Polissia Jytomyr          | 1 - 2           | 5 - 3             | 4 - 1           | FC Santa Coloma       |
| Vardar Skopje             | 2 - 1           | 2 - 6             | 0 - 5           | FC Lausanne-Sport     |
| HB Tórshavn               | 1 - 1           | 1 - 2             | 0 - 1           | Brøndby IF            |
| FK Oleksandria            | 0 - 2           | 0 - 6             | 0 - 4           | Partizan Belgrade     |
| Hibernians FC             | 1 - 2           | 2 - 7             | 1 - 5           | Spartak Trnava        |
| St. Patrick's Athletic FC | 1 - 0           | 3 - 2             | 2 - 2 ap        | JK Nõmme Kalju        |
| Paide Linnameeskond       | 0 - 2           | 0 - 8             | 0 - 6           | AIK Fotboll           |
| FK Sarajevo               | 2 - 1           | 2 - 5             | 0 - 4           | Universitatea Craiova |
| Aris Limassol             | 3 - 2           | 5 - 2             | 2 - 0           | Puskás Akadémia FC    |
| St Joseph's FC            | 0 - 4           | 0 - 4             | 0 - 0           | Shamrock Rovers       |
| FC Ilves                  | 4 - 3           | 4 - 8             | 0 - 5           | AZ Alkmaar            |
| Zira FK                   | 1 - 1           | 2 - 3             | 1 - 2 ap        | Hajduk Split          |
| FK Arda Kardjali          | 0 - 0           | 2 - 2 (4 - 3 tab) | 2 - 2 ap        | HJK Helsinki          |
| FK Aktobe                 | 2 - 1           | 2 - 5             | 0 - 4           | Sparta Prague         |
| Zimbru Chișinău           | 1 - 1           | 1 - 3             | 0 - 2           | FK Astana             |
| FK Dečić Tuzi             | 0 - 2           | 2 - 6             | 2 - 4           | Rapid Vienne          |
| Torpedo Jodzina           | 1 - 1           | 1 - 4             | 0 - 3           | Maccabi Haïfa         |
| Araz Nakhitchevan         | 2 - 1           | 4 - 3             | 2 - 2           | Aris Salonique        |
| Omónia Nicosie            | 1 - 0           | 5 - 0             | 4 - 0           | Torpedo Koutaïssi     |
| Tcherno More Varna        | 0 - 1           | 0 - 5             | 0 - 4           | İstanbul Başakşehir   |
| FK Sutjeska Nikšić        | 1 - 2           | 3 - 7             | 2 - 5           | Beitar Jérusalem      |

### Troisième tour de qualification
Les trente vainqueurs de ce tour se qualifient pour les barrages.
Voie des Champions
Ce tour voit s'affronter les six vainqueurs de la voie des Champions du deuxième tour de qualification avec deux champions perdants du premier tour de qualification de la Ligue des champions exemptés du deuxième tour de qualification de Ligue Conférence.
| Équipe             | Aller              | Total              | Retour             | Équipe                |
| Voie des Champions | Voie des Champions | Voie des Champions | Voie des Champions | Voie des Champions    |
| ------------------ | ------------------ | ------------------ | ------------------ | --------------------- |
| Olimpija Ljubljana | 0 - 0              | 4 - 2              | 4 - 2 ap           | KF Egnatia Rrogozhinë |
| FC Milsami         | 3 - 2              | 3 - 5              | 0 - 3              | AC Virtus             |
| FC Differdange 03  | 2 - 3              | 5 - 4              | 3 - 1 ap           | Levadia Tallinn       |
| Víkingur Gøta      | 2 - 1              | 2 - 3              | 0 - 2              | Linfield FC           |

Voie Principale
La voie principale voit l'entrée des huit perdants du deuxième tour de qualification de la Ligue Europa, auxquels s'ajoutent les quarante-quatre vainqueurs du deuxième tour de la voie principale.
| Équipe                    | Aller           | Total             | Retour          | Équipe                |
| Voie principale           | Voie principale | Voie principale   | Voie principale | Voie principale       |
| ------------------------- | --------------- | ----------------- | --------------- | --------------------- |
| Rapid Vienne              | 2 - 2           | 4 - 4 (5 - 4 tab) | 2 - 2           | Dundee United         |
| Sparta Prague             | 4 - 1           | 6 - 2             | 2 - 1           | FC Ararat-Armenia     |
| AZ Alkmaar                | 3 - 0           | 4 - 0             | 1 - 0           | FC Vaduz              |
| FC Lugano                 | 0 - 5           | 4 - 7             | 4 - 2           | NK Celje              |
| KÍ Klaksvík               | 2 - 0           | 2 - 2 (4 - 5 tab) | 0 - 2           | FK Nioman Hrodna      |
| Riga FC                   | 3 - 0           | 4 - 3             | 1 - 3           | Beitar Jérusalem      |
| Víkingur Reykjavik        | 3 - 0           | 3 - 4             | 0 - 4           | Brøndby IF            |
| Hajduk Split              | 2 - 1           | 3 - 4             | 1 - 3 ap        | Dinamo Tirana         |
| RSC Anderlecht            | 3 - 0           | 4 - 1             | 1 - 1           | Sheriff Tiraspol      |
| FC Lausanne-Sport         | 3 - 1           | 5 - 1             | 2 - 0           | FK Astana             |
| Larne FC                  | 0 - 3           | 0 - 3             | 0 - 0           | CD Santa Clara        |
| Aris Limassol             | 2 - 2           | 3 - 5             | 1 - 3 ap        | AEK Athènes           |
| Viking FK                 | 1 - 3           | 2 - 4             | 1 - 1           | İstanbul Başakşehir   |
| Araz Nakhitchevan         | 0 - 4           | 0 - 9             | 0 - 5           | Omónia Nicosie        |
| KF Ballkani               | 1 - 0           | 1 - 4             | 0 - 4           | Shamrock Rovers       |
| Raków Częstochowa         | 0 - 1           | 2 - 1             | 2 - 0           | Maccabi Haïfa         |
| AIK Fotboll               | 2 - 1           | 2 - 3             | 0 - 2           | Győri ETO FC          |
| Universitatea Craiova     | 3 - 0           | 6 - 4             | 3 - 4 ap        | Spartak Trnava        |
| Polissia Jytomyr          | 3 - 0           | 4 - 2             | 1 - 2           | Paksi FC              |
| Levski Sofia              | 1 - 0           | 3 - 0             | 2 - 0           | Sabah FC              |
| Silkeborg IF              | 0 - 1           | 2 - 3             | 2 - 2           | Jagiellonia Białystok |
| Partizan Belgrade         | 0 - 2           | 3 - 4             | 3 - 2 ap        | Hibernian FC          |
| Banik Ostrava             | 4 - 3           | 5 - 4             | 1 - 1           | Austria Vienne        |
| Rosenborg BK              | 0 - 0           | 1 - 0             | 1 - 0           | Hammarby IF           |
| St. Patrick's Athletic FC | 1 - 4           | 3 - 7             | 2 - 3           | Beşiktaş JK           |
| Kauno Žalgiris            | 0 - 1           | 0 - 3             | 0 - 2           | FK Arda Kardjali      |

### Barrages
Les vingt-quatre vainqueurs de ce tour se qualifient pour la phase de ligue de la Ligue Conférence.
Voie des Champions
La voie des Champions voit s'affronter les quatre vainqueurs du troisième tour de qualification de la voie des Champions ainsi que les six perdants du troisième tour de qualification de la voie des Champions de la Ligue Europa.
| Équipe             | Aller              | Total              | Retour             | Équipe             |
| Voie des Champions | Voie des Champions | Voie des Champions | Voie des Champions | Voie des Champions |
| ------------------ | ------------------ | ------------------ | ------------------ | ------------------ |
| Hamrun Spartans    | -                  | -                  | -                  | FK RFS             |
| Shelbourne FC      | -                  | -                  | -                  | Linfield FC        |
| Breiðablik         | -                  | -                  | -                  | AC Virtus          |
| KF Drita           | -                  | -                  | -                  | FC Differdange 03  |
| Olimpija Ljubljana | -                  | -                  | -                  | FC Noah            |

Voie Principale
La voie principale voit l'entrée de cinq équipes provenant des associations classées entre la 1re et la 5e place au classement UEFA, auxquels s'ajoutent les vingt-six vainqueurs du troisième tour de la voie principale et les sept perdants du troisième tour de qualification de la voie principale de la Ligue Europa.
| Équipe                | Aller           | Total           | Retour          | Équipe                |
| Voie principale       | Voie principale | Voie principale | Voie principale | Voie principale       |
| --------------------- | --------------- | --------------- | --------------- | --------------------- |
| RC Strasbourg         | -               | -               | -               | Brøndby IF            |
| Jagiellonia Białystok | -               | -               | -               | Dinamo Tirana         |
| Chakhtar Donetsk      | -               | -               | -               | Servette FC           |
| RSC Anderlecht        | -               | -               | -               | AEK Athènes           |
| İstanbul Başakşehir   | -               | -               | -               | Universitatea Craiova |
| Crystal Palace        | -               | -               | -               | Fredrikstad FK        |
| NK Celje              | -               | -               | -               | Banik Ostrava         |
| Raków Częstochowa     | -               | -               | -               | FK Arda Kardjali      |
| Hibernian FC          | -               | -               | -               | Legia Varsovie        |
| Levski Sofia          | -               | -               | -               | AZ Alkmaar            |
| Polissia Jytomyr      | -               | -               | -               | ACF Fiorentina        |
| Győri ETO FC          | -               | -               | -               | Rapid Vienne          |
| FK Nioman Hrodna      | -               | -               | -               | Rayo Vallecano        |
| FC Lausanne-Sport     | -               | -               | -               | Beşiktaş JK           |
| CD Santa Clara        | -               | -               | -               | Shamrock Rovers       |
| Rosenborg BK          | -               | -               | -               | FSV Mayence 05        |
| Sparta Prague         | -               | -               | -               | Riga FC               |
| BK Häcken             | -               | -               | -               | CFR Cluj              |
| Wolfsberger AC        | -               | -               | -               | Omónia Nicosie        |

## Phase de ligue

### Format et tirage au sort
Le tirage au sort a lieu en août 2025. Les trente-six équipes participantes sont réparties dans six chapeaux de six équipes sur la base de leur coefficient UEFA en 2025. Chaque équipe affronte sur un seul match une équipe de chaque chapeau (y compris son propre chapeau), soit au total six adversaires différents (trois matches à domicile et trois matches à l'extérieur).

#### Chapeaux du tirage au sort
| Chapeau 1 | Chapeau 1 | Chapeau 2 | Chapeau 2 | Chapeau 3 | Chapeau 3 | Chapeau 4 | Chapeau 4 | Chapeau 5 | Chapeau 5 | Chapeau 6 | Chapeau 6 |
| --------- | --------- | --------- | --------- | --------- | --------- | --------- | --------- | --------- | --------- | --------- | --------- |
| …         | …         | …         | …         | …         | …         | …         | …         | …         | …         | …         | …         |
| …         | …         | …         | …         | …         | …         | …         | …         | …         | …         | …         | …         |
| …         | …         | …         | …         | …         | …         | …         | …         | …         | …         | …         | …         |
| …         | …         | …         | …         | …         | …         | …         | …         | …         | …         | …         | …         |
| …         | …         | …         | …         | …         | …         | …         | …         | …         | …         | …         | …         |
| …         | …         | …         | …         | …         | …         | …         | …         | …         | …         | …         | …         |

- Futur qualifié pour les huitièmes de finale
- Futur qualifié pour les barrages de la phase à élimination directe

#### Critères de départage
Selon l'article 18.01 du règlement de la compétition, en cas d’égalité de points de plusieurs équipes à l'issue des matches de la phase de ligue ; les critères suivants sont appliqués dans l'ordre indiqué pour établir leur classement :
1. Meilleure différence de buts dans tous les matches de la phase de ligue ;
2. Plus grand nombre de buts marqués dans tous les matches de la phase de ligue ;
3. Plus grand nombre de buts marqués à l’extérieur dans tous les matches de la phase de ligue ;
4. Plus grand nombre de victoires dans tous les matches de la phase de ligue ;
5. Plus grand nombre de victoires à l'extérieur dans tous les matches de la phase de ligue ;
6. Plus grand nombre de points obtenus collectivement par tous les adversaires rencontrés dans la phase de ligue ;
7. Meilleure différence de buts collective de tous les adversaires rencontrés dans la phase de ligue ;
8. Plus grand nombre de buts marqués collectivement par tous les adversaires rencontrés dans la phase de ligue ;
9. Total le plus faible de points disciplinaires sur la base uniquement des cartons jaunes et des cartons rouges reçus par les joueurs ou membres du club durant tous les matches de la phase de ligue (carton rouge = 3 points, carton jaune = 1 point, expulsion pour deux cartons jaunes au cours d'un match = 3 points) ;
10. Meilleur coefficient de club.

### Classement
| Rang | Équipe | Pts | J | G | N | P | Bp | Bc | Diff |
| ---- | ------ | --- | - | - | - | - | -- | -- | ---- |
| 1    |        | 0   | 0 | 0 | 0 | 0 | 0  | 0  | 0    |
| 2    |        | 0   | 0 | 0 | 0 | 0 | 0  | 0  | 0    |
| 3    |        | 0   | 0 | 0 | 0 | 0 | 0  | 0  | 0    |
| 4    |        | 0   | 0 | 0 | 0 | 0 | 0  | 0  | 0    |
| 5    |        | 0   | 0 | 0 | 0 | 0 | 0  | 0  | 0    |
| 6    |        | 0   | 0 | 0 | 0 | 0 | 0  | 0  | 0    |
| 7    |        | 0   | 0 | 0 | 0 | 0 | 0  | 0  | 0    |
| 8    |        | 0   | 0 | 0 | 0 | 0 | 0  | 0  | 0    |
| 9    |        | 0   | 0 | 0 | 0 | 0 | 0  | 0  | 0    |
| 10   |        | 0   | 0 | 0 | 0 | 0 | 0  | 0  | 0    |
| 11   |        | 0   | 0 | 0 | 0 | 0 | 0  | 0  | 0    |
| 12   |        | 0   | 0 | 0 | 0 | 0 | 0  | 0  | 0    |
| 13   |        | 0   | 0 | 0 | 0 | 0 | 0  | 0  | 0    |
| 14   |        | 0   | 0 | 0 | 0 | 0 | 0  | 0  | 0    |
| 15   |        | 0   | 0 | 0 | 0 | 0 | 0  | 0  | 0    |
| 16   |        | 0   | 0 | 0 | 0 | 0 | 0  | 0  | 0    |
| 17   |        | 0   | 0 | 0 | 0 | 0 | 0  | 0  | 0    |
| 18   |        | 0   | 0 | 0 | 0 | 0 | 0  | 0  | 0    |
| 19   |        | 0   | 0 | 0 | 0 | 0 | 0  | 0  | 0    |
| 20   |        | 0   | 0 | 0 | 0 | 0 | 0  | 0  | 0    |
| 21   |        | 0   | 0 | 0 | 0 | 0 | 0  | 0  | 0    |
| 22   |        | 0   | 0 | 0 | 0 | 0 | 0  | 0  | 0    |
| 23   |        | 0   | 0 | 0 | 0 | 0 | 0  | 0  | 0    |
| 24   |        | 0   | 0 | 0 | 0 | 0 | 0  | 0  | 0    |
| 25   |        | 0   | 0 | 0 | 0 | 0 | 0  | 0  | 0    |
| 26   |        | 0   | 0 | 0 | 0 | 0 | 0  | 0  | 0    |
| 27   |        | 0   | 0 | 0 | 0 | 0 | 0  | 0  | 0    |
| 28   |        | 0   | 0 | 0 | 0 | 0 | 0  | 0  | 0    |
| 29   |        | 0   | 0 | 0 | 0 | 0 | 0  | 0  | 0    |
| 30   |        | 0   | 0 | 0 | 0 | 0 | 0  | 0  | 0    |
| 31   |        | 0   | 0 | 0 | 0 | 0 | 0  | 0  | 0    |
| 32   |        | 0   | 0 | 0 | 0 | 0 | 0  | 0  | 0    |
| 33   |        | 0   | 0 | 0 | 0 | 0 | 0  | 0  | 0    |
| 34   |        | 0   | 0 | 0 | 0 | 0 | 0  | 0  | 0    |
| 35   |        | 0   | 0 | 0 | 0 | 0 | 0  | 0  | 0    |
| 36   |        | 0   | 0 | 0 | 0 | 0 | 0  | 0  | 0    |

- Qualification pour les huitièmes de finale
- Qualification pour les barrages de la phase à élimination directe

## Phase à élimination directe

### Barrages de la phase à élimination directe
Les clubs classés de la 9e à la 24e place de la phase de ligue jouent des barrages pour se qualifier pour les huitièmes de finale.
Le 9e ou 10e affronte le 23e ou 24e, le 11e ou 12e affronte le 21e ou 22e, le 13e ou 14e affronte le 19e ou 20e et le 15e ou 16e affronte le 17e ou 18e.
| #   | Tête de série |
| --- | ------------- |
| 9e  |               |
| 10e |               |
| 11e |               |
| 12e |               |
| 13e |               |
| 14e |               |
| 15e |               |
| 16e |               |

| #   | Non tête de série |
| --- | ----------------- |
| 17e |                   |
| 18e |                   |
| 19e |                   |
| 20e |                   |
| 21e |                   |
| 22e |                   |
| 23e |                   |
| 24e |                   |

| Équipe | Aller | Total | Retour | Équipe |
| ------ | ----- | ----- | ------ | ------ |
|        | -     | -     | -      |        |
|        | -     | -     | -      |        |
|        | -     | -     | -      |        |
|        | -     | -     | -      |        |
|        | -     | -     | -      |        |
|        | -     | -     | -      |        |
|        | -     | -     | -      |        |
|        | -     | -     | -      |        |

### Huitièmes de finale
Les huit premiers de la phase de ligue sont directement qualifiés pour ce tour. Ils sont rejoints par les huit vainqueurs des barrages.
| #   | Tête de série |
| --- | ------------- |
| 1er |               |
| 2e  |               |
| 3e  |               |
| 4e  |               |
| 5e  |               |
| 6e  |               |
| 7e  |               |
| 8e  |               |

| Non tête de série |
| ----------------- |
|                   |
|                   |
|                   |
|                   |
|                   |
|                   |
|                   |
|                   |

| Équipe | Aller | Total | Retour | Équipe |
| ------ | ----- | ----- | ------ | ------ |
|        | -     | -     | -      |        |
|        | -     | -     | -      |        |
|        | -     | -     | -      |        |
|        | -     | -     | -      |        |
|        | -     | -     | -      |        |
|        | -     | -     | -      |        |
|        | -     | -     | -      |        |
|        | -     | -     | -      |        |

### Quarts de finale
Les demi-finales se jouent le 9 avril pour les matchs aller, et le 16 avril pour les matchs retour.
| Équipe | Aller | Total | Retour | Équipe |
| ------ | ----- | ----- | ------ | ------ |
|        | -     | -     | -      |        |
|        | -     | -     | -      |        |
|        | -     | -     | -      |        |
|        | -     | -     | -      |        |

### Demi-finales
Les demi-finales se jouent le 30 avril pour les matchs aller, et le 7 mai pour les matchs retour.
| Équipe | Aller | Total | Retour | Équipe |
| ------ | ----- | ----- | ------ | ------ |
|        | -     | -     | -      |        |
|        | -     | -     | -      |        |

### Finale
La finale se déroulera le 27 mai 2026 au stade de Leipzig, en Allemagne.
| Équipe | Score | Équipe |
| ------ | ----- | ------ |
|        | -     |        |

### Tableau final
|  | Huitièmes de finale | Huitièmes de finale | Huitièmes de finale | Huitièmes de finale |   |   | Quarts de finale | Quarts de finale | Quarts de finale | Quarts de finale |  |  | Demi-finales | Demi-finales | Demi-finales | Demi-finales |  |  | Finale                         | Finale | Finale | Finale |
|  |                     |                     |                     |                     |   |   |                  |                  |                  |                  |  |  |              |              |              |              |  |  |                                |        |        |        |
|  |                     |                     |                     |                     |   |   |                  |                  |                  |                  |  |  |              |              |              |              |  |  | 27 mai 2026 - Stade de Leipzig |        |        |        |
|  |                     |                     | -                   | -                   |   |   |                  |                  |                  |                  |  |  |              |              |              |              |  |  |                                |        |        |        |
|  |                     |                     | -                   | -                   |   |   |                  |                  |                  |                  |  |  |              |              |              |              |  |  |                                |        |        |        |
|  |                     |                     | -                   | -                   |   |   |                  |                  |                  |                  |  |  |              |              |              |              |  |  |                                |        |        |        |
|  |                     |                     | -                   | -                   | - | - |                  |                  |                  |                  |  |  |              |              |              |              |  |  |                                |        |        |        |
|  |                     |                     |                     |                     | - | - |                  |                  |                  |                  |  |  |              |              |              |              |  |  |                                |        |        |        |
|  |                     |                     |                     |                     | - | - |                  |                  |                  |                  |  |  |              |              |              |              |  |  |                                |        |        |        |
|  |                     |                     | -                   | -                   | - | - |                  |                  |                  |                  |  |  |              |              |              |              |  |  |                                |        |        |        |
|  |                     |                     |                     |                     |   |   |                  |                  |                  |                  |  |  |              |              |              |              |  |  |                                |        |        |        |
|  |                     |                     | -                   | -                   |   |   |                  |                  |                  |                  |  |  |              |              |              |              |  |  |                                |        |        |        |
|  |                     |                     | -                   | -                   | - | - |                  |                  |                  |                  |  |  |              |              |              |              |  |  |                                |        |        |        |
|  |                     |                     |                     |                     | - | - |                  |                  |                  |                  |  |  |              |              |              |              |  |  |                                |        |        |        |
|  |                     |                     |                     |                     | - | - |                  |                  |                  |                  |  |  |              |              |              |              |  |  |                                |        |        |        |
|  |                     |                     | -                   | -                   | - | - |                  |                  |                  |                  |  |  |              |              |              |              |  |  |                                |        |        |        |
|  |                     |                     |                     |                     |   |   |                  |                  |                  |                  |  |  |              |              |              |              |  |  |                                |        |        |        |
|  |                     |                     | -                   | -                   |   |   |                  |                  |                  |                  |  |  |              |              |              |              |  |  |                                |        |        |        |
|  |                     |                     | -                   | -                   | - | - |                  |                  |                  |                  |  |  |              |              |              |              |  |  |                                |        |        |        |
|  |                     |                     |                     |                     | - | - |                  |                  |                  |                  |  |  |              |              |              |              |  |  |                                |        |        |        |
|  |                     |                     |                     |                     | - | - |                  |                  |                  |                  |  |  |              |              |              |              |  |  |                                |        |        |        |
|  |                     |                     | -                   | -                   | - | - |                  |                  |                  |                  |  |  |              |              |              |              |  |  |                                |        |        |        |
|  |                     |                     |                     |                     |   |   |                  |                  |                  |                  |  |  |              |              |              |              |  |  |                                |        |        |        |
|  |                     |                     | -                   | -                   |   |   |                  |                  |                  |                  |  |  |              |              |              |              |  |  |                                |        |        |        |
|  |                     |                     | -                   | -                   | - |   |                  |                  |                  |                  |  |  |              |              |              |              |  |  |                                |        |        |        |
|  |                     |                     |                     |                     |   |   |                  |                  |                  |                  |  |  |              |              |              |              |  |  |                                |        |        |        |
|  |                     |                     |                     |                     | - |   |                  |                  |                  |                  |  |  |              |              |              |              |  |  |                                |        |        |        |
|  |                     |                     | -                   | -                   |   |   |                  |                  |                  |                  |  |  |              |              |              |              |  |  |                                |        |        |        |
|  |                     |                     |                     |                     |   |   |                  |                  |                  |                  |  |  |              |              |              |              |  |  |                                |        |        |        |
|  |                     |                     | -                   | -                   |   |   |                  |                  |                  |                  |  |  |              |              |              |              |  |  |                                |        |        |        |
|  |                     |                     | -                   | -                   | - | - |                  |                  |                  |                  |  |  |              |              |              |              |  |  |                                |        |        |        |
|  |                     |                     |                     |                     | - | - |                  |                  |                  |                  |  |  |              |              |              |              |  |  |                                |        |        |        |
|  |                     |                     |                     |                     | - | - |                  |                  |                  |                  |  |  |              |              |              |              |  |  |                                |        |        |        |
|  |                     |                     | -                   | -                   | - | - |                  |                  |                  |                  |  |  |              |              |              |              |  |  |                                |        |        |        |
|  |                     |                     |                     |                     |   |   |                  |                  |                  |                  |  |  |              |              |              |              |  |  |                                |        |        |        |
|  |                     |                     | -                   | -                   |   |   |                  |                  |                  |                  |  |  |              |              |              |              |  |  |                                |        |        |        |
|  |                     |                     | -                   | -                   | - | - |                  |                  |                  |                  |  |  |              |              |              |              |  |  |                                |        |        |        |
|  |                     |                     |                     |                     | - | - |                  |                  |                  |                  |  |  |              |              |              |              |  |  |                                |        |        |        |
|  |                     |                     |                     |                     | - | - |                  |                  |                  |                  |  |  |              |              |              |              |  |  |                                |        |        |        |
|  |                     |                     | -                   | -                   | - | - |                  |                  |                  |                  |  |  |              |              |              |              |  |  |                                |        |        |        |
|  |                     |                     |                     |                     |   |   |                  |                  |                  |                  |  |  |              |              |              |              |  |  |                                |        |        |        |
|  |                     |                     | -                   | -                   |   |   |                  |                  |                  |                  |  |  |              |              |              |              |  |  |                                |        |        |        |
|  |                     |                     | -                   | -                   | - | - |                  |                  |                  |                  |  |  |              |              |              |              |  |  |                                |        |        |        |
|  |                     |                     |                     |                     | - | - |                  |                  |                  |                  |  |  |              |              |              |              |  |  |                                |        |        |        |
|  |                     |                     |                     |                     | - | - |                  |                  |                  |                  |  |  |              |              |              |              |  |  |                                |        |        |        |
|  |                     |                     | -                   | -                   | - | - |                  |                  |                  |                  |  |  |              |              |              |              |  |  |                                |        |        |        |
|  |                     |                     |                     |                     |   |   |                  |                  |                  |                  |  |  |              |              |              |              |  |  |                                |        |        |        |
|  |                     |                     | -                   | -                   |   |   |                  |                  |                  |                  |  |  |              |              |              |              |  |  |                                |        |        |        |
|  |                     |                     |                     |                     |   |   |                  |                  |                  |                  |  |  |              |              |              |              |  |  |                                |        |        |        |
|  |                     |                     |                     |                     |   |   |                  |                  |                  |                  |  |  |              |              |              |              |  |  |                                |        |        |        |